# История бронепоездов
История бронепо́ездов — история появления и применения боевой машины вида бронепоезд.

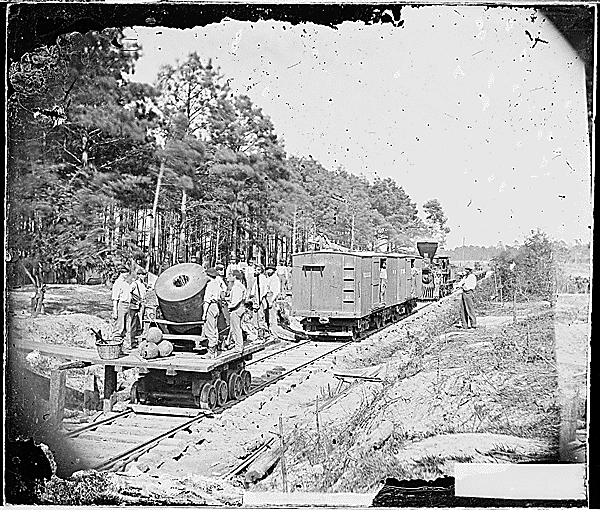
Мортира южан «Диктатор» на поезде, Виргиния, 1861−1865

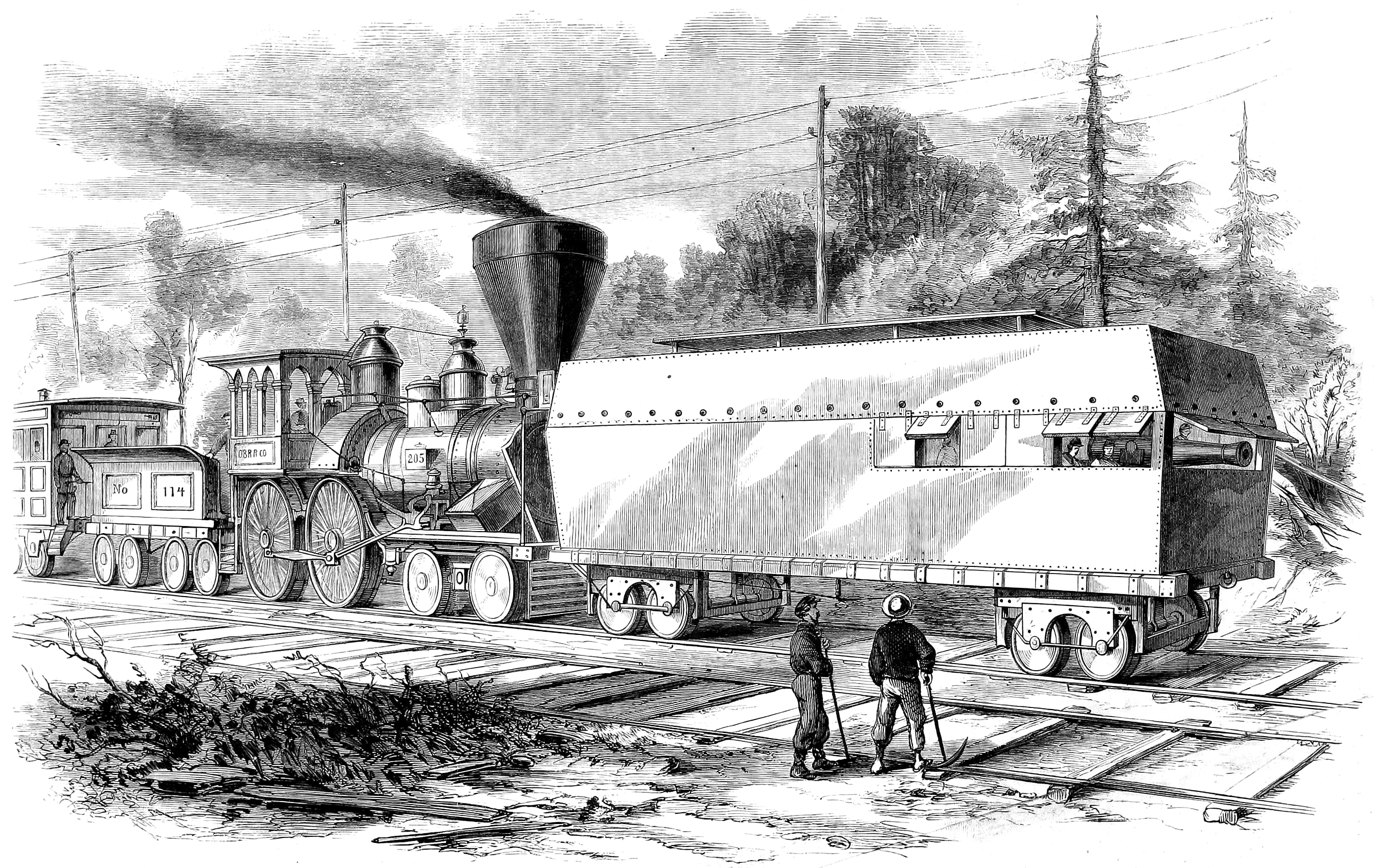
Бронепоезд США. 18 мая 1861

Теоретический проект бронирования и вооружения поезда появился во Франции ещё в период Реставрации Бурбонов в 1826 году, то есть сразу же после постройки первой железной дороги в Англии. Практически же эта идея была осуществлена в австрийской армии в 1848 году при осаде венграми Вены.
Впервые пушки были поставлены на железнодорожные платформы во время Гражданской в США (1861−1865), в 1861 году в армии Северных штатов командиром 19-го Иллинойсского волонтёрского полка, полковником И. В. Турчаниновым (Джон Бэзил Турчин). Артиллерия была быстро доставлена к расположившимся лагерем у линии железной дороги войскам Южных штатов и произвела внезапное опустошение в их стане. Этот удачный опыт потом неоднократно использовался. В 1864 году на платформы были установлены уже 13-дюймовые мортиры, стрелявшие при осаде Питерсберга снарядами массой примерно 100 кг с дальностью стрельбы до 4,5 км.
В Европе подобное использование железнодорожных платформ имело место в 1871 году во время франко-прусской войны 1870−1871 гг. при осаде Парижа прусской армией, которой удалось обстреливать укрепления города с разных сторон. В 1884 году французский инженер Мужен разработал проект бронированного вагона с пушками — это был прообраз бронепоезда. Но ширина колеи (1435 мм) была для него недостаточной, он мог двигаться лишь по специально построенной колее.
Настоящие бронепоезда впервые стали широко использовать в англо-бурской войне 1899−1902 гг. Буры применяли партизанскую тактику, нарушая снабжение английской армии, и для защиты коммуникаций английская армия стала создавать вооружённые и защищённые бронёй гарнизоны на колёсах.
Впоследствии боевые поезда применялись в войнах: Первой мировой, Гражданской в России, Второй мировой войнах и в более поздних вооружённых конфликтах.

## Первая мировая война

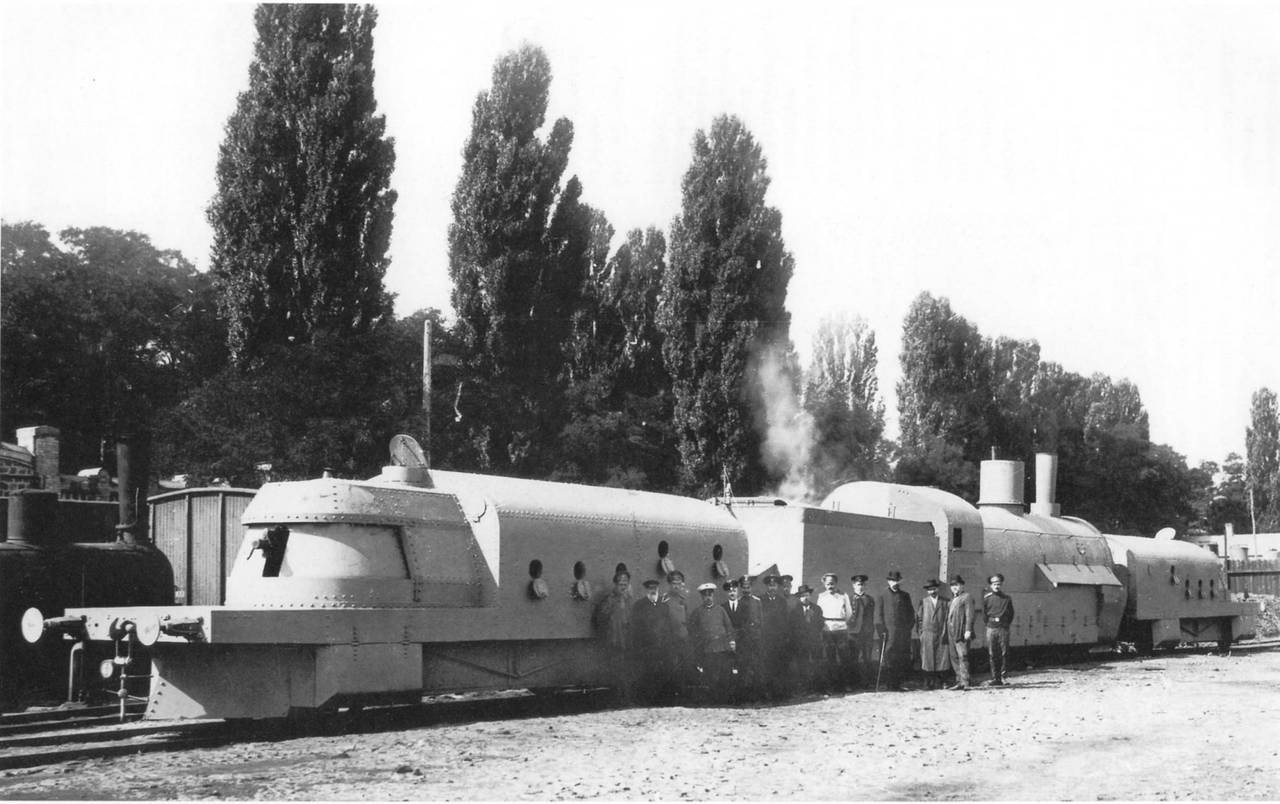
Бронепоезд «Хунхуз» справа-сзади. Киев, 1 сентября 1915. В день окончания постройки

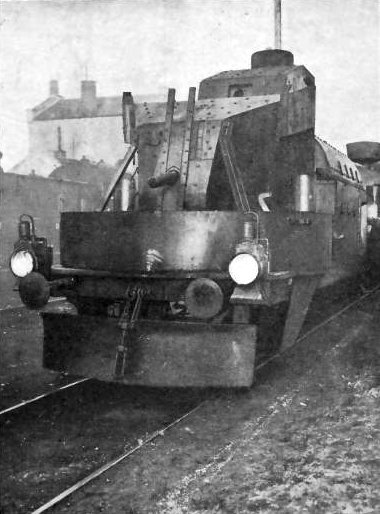
Австро-венгерский бронепоезд, 1915. Впереди типовой орудийный броневагон с 7-см горной пушкой

К началу Первой мировой войны в армиях большинства европейских государств было несколько бронепоездов простейшей конструкции. После начала войны создание новых бронепоездов начато в Германии, Австро-Венгрии, России, Франции, Италии. На железных дорогах применяли и отдельные подвижные машины — броневые дрезины.
К 1913 году инженером К. Б. Кромом и полковником М. В. Колобовым разработаны два вида бронепоездов. По Высочайшему повелению Императора Николая II начата постройка бронепоездов.
К началу 1915 года построены и приняты на вооружение Русской императорской армии 5 бронепоездов и приданы железнодорожным частям.
4 бронепоезда были предназначены для высшего руководства, являясь передвижными пунктами управления.
- Бронепоезд № 3 «Святой Георгий Победоносец» при «Собственном Его Императорского Величества железнодорожном полку».
- Бронепоезд № 4 «Витязь» при «1-м железнодорожном батальоне».
- Бронепоезд № 5 «Генерал Скобелев» при «1-м Туркестанском железнодорожном батальоне».
- Бронепоезд № 2 (не генеральского типа)
- Бронепоезда «Хунхуз», № 2, 3, 5 («генеральский тип» или тип 2-й Заамурской железнодорожной бригады — разработанные в конце июня 1915 года командиром 2-й Заамурской железнодорожной бригады генерал-майором М. В. Колобовым и построенные в сентябре-октябре 1915 года). Бронепоезд состоял из бронепаровоза на базе стандартного паровоза серии «О» (в обиходе «Овечки») и двух бронеплощадок на основе двухосных грузовых платформ. Толщина брони — 12-16 мм. Каждая бронеплощадка из пулемётного каземата, в котором 12 станковых пулемётов «Шварцлозе» на станках, и башни с трёхдюймовой (76,2 мм) горной пушкой образца 1904 года. Это орудие выбрано как основное вооружение за небольшие размеры и массу для размещения её на поворотной установке в передней части вагона. Угол обстрела пушки по горизонтали 220 градусов. Команда бронепоезда из 94 человек, из них четыре офицера, которым обеспечены комфортные условия для боевой работы. Бронеплощадки с системой парового отопления, тепло- и шумоизоляцией — стенки обшиты 20-мм листами пробки и 6-мм листами фанеры). Командир бронепоезда во время боя наблюдал и руководил действиями экипажа из наблюдательной башенки на бронепаровозе. Для связи с бронеплощадками использовались электрическая сигнализация (цветными лампочками), рупорная (как на кораблях того времени) и звонковая связь. Головной «Хунхуз» передали 1-му Заамурскому железнодорожному батальону. По одному такому же бронепоезду получили 2-й и 3-й Заамурские и 2-й Сибирский железнодорожные батальоны. Они имели номера 2, 5 и 3[5][6].

На середину 1917 года в русской армии имелось 7 бронепоездов (из 15 построенных, ещё 6 ремонтировалось, 2 потеряно).
На фото внизу — типовой бронепоезд Кавказской армии постойки 1915 года. По проекту из двух бронеплощадок и полубронированного паровоза. Вооружение — две 76,2-мм горные пушки образца 1904 года во вращающихся установках в первом и последнем броневагонах с ограниченным сектором обстрела (на фото пушка не видна, виден лишь подковообразный броневой щит её амбразуры в передней части броневагона) и 8 пулемётов в бортовых амбразурах — по 4 на броневагон, команда — 4 офицера и 70 стрелков, толщина брони 12−16 мм. Построено 4 поезда этого типа.

Русский броневой поезд Кавказской армии[8] постройки 1915 года.
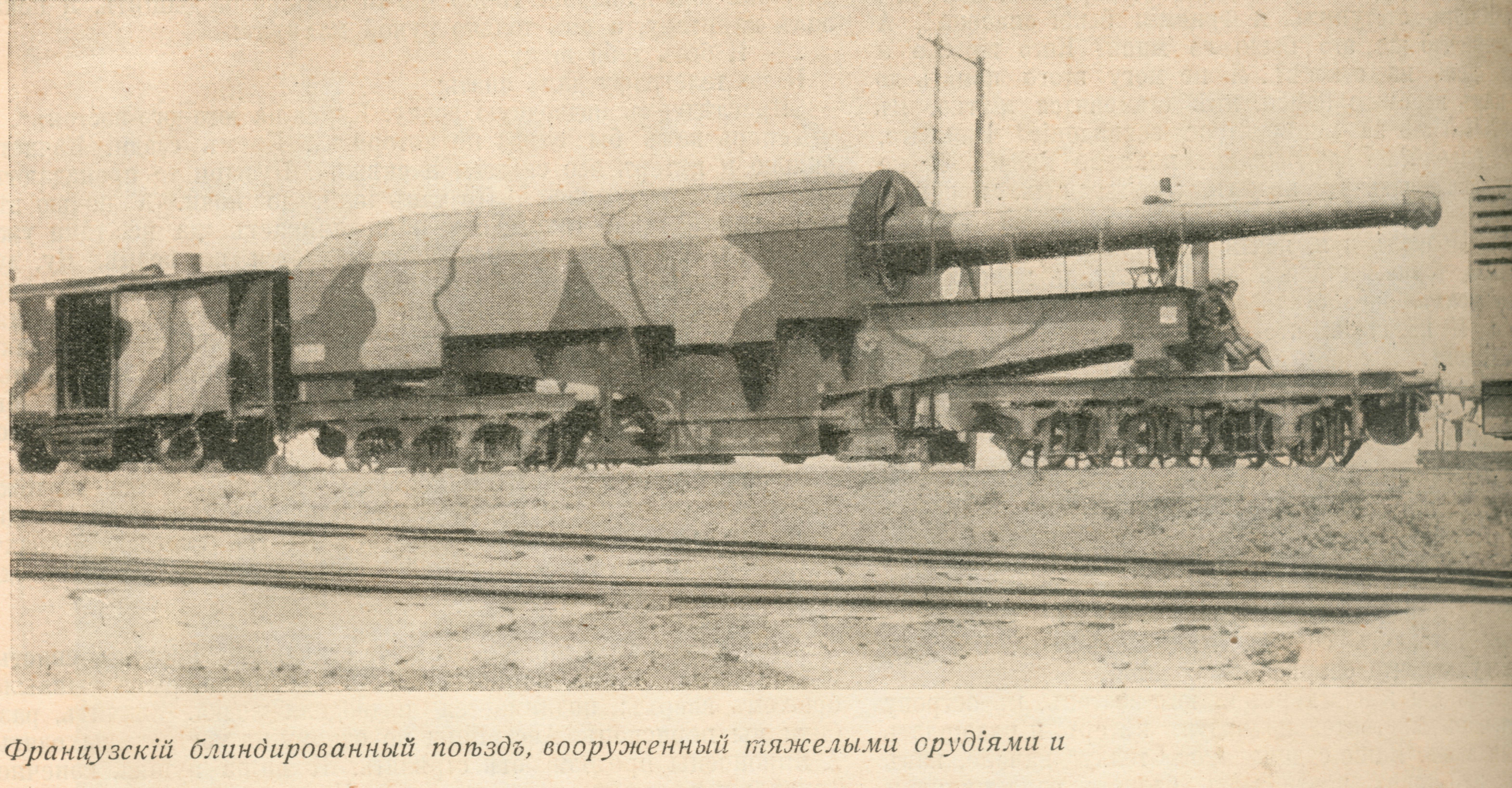
Французское блиндированное ж.д. орудие, 1916.

## Русская императорская армия

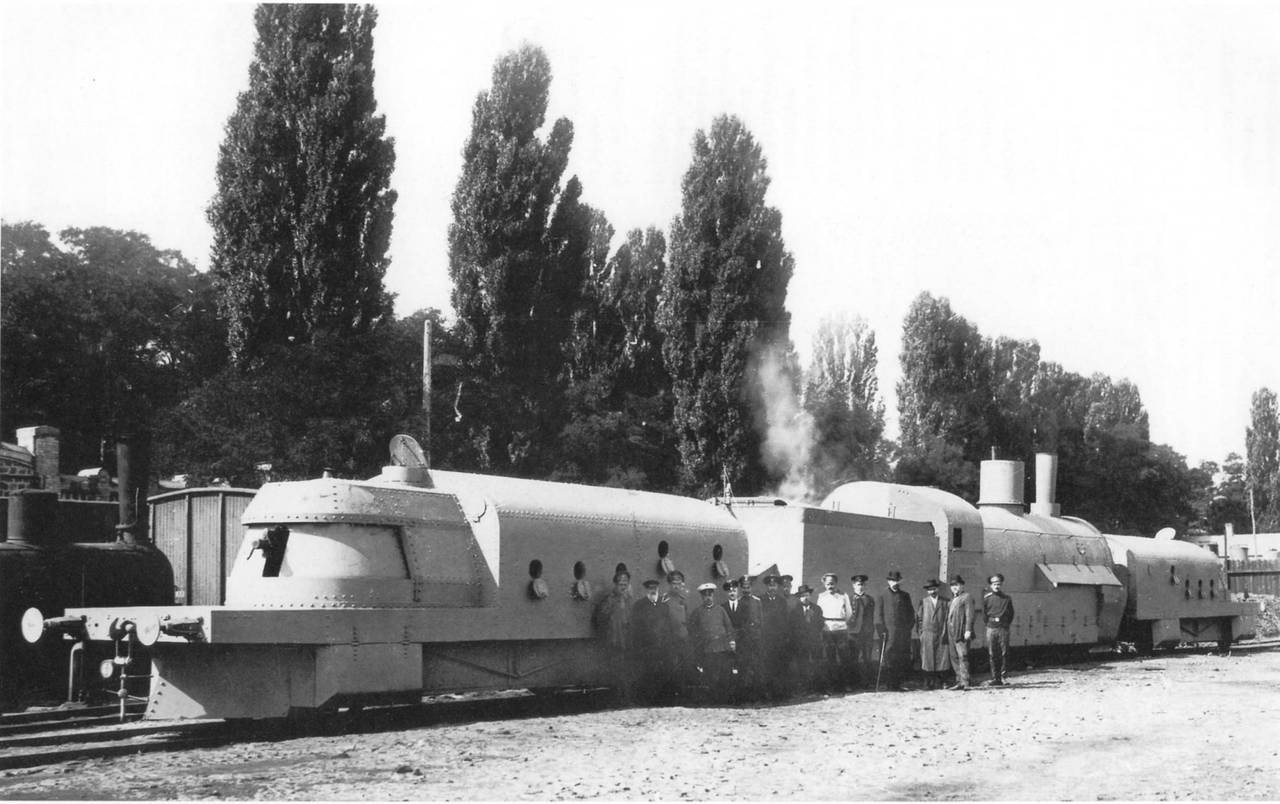
Бронепоезд «Хунхуз» постройки 1915 года из двух бронеплощадок и бронепаровоза. Экипаж 94 чел. (4 офицера). Построено 4 поезда этого типа

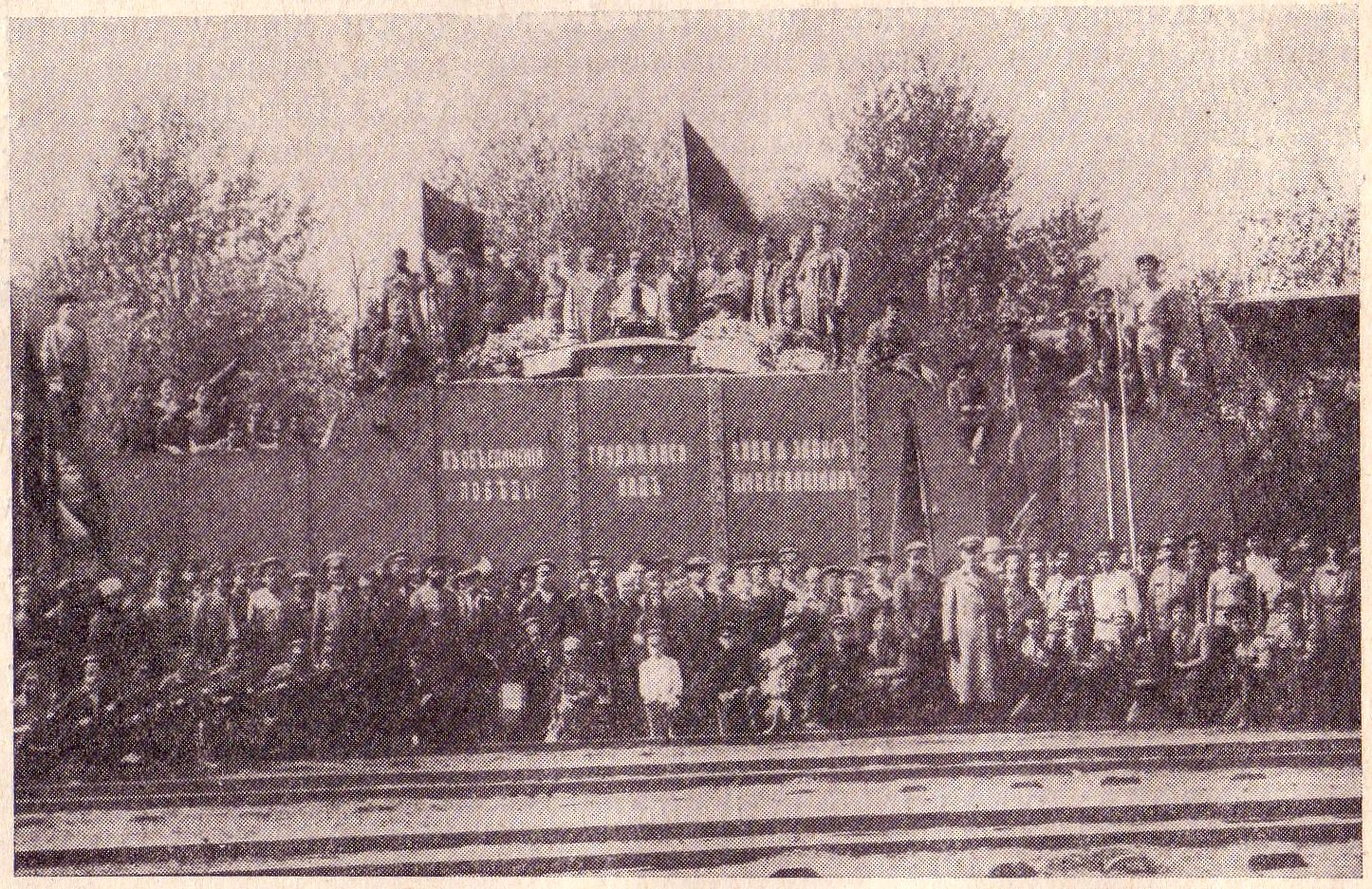
Личный состав и бронеплощадка бронепоезда «имени Ленина», Донбасс ст. Дружковка 1919 год

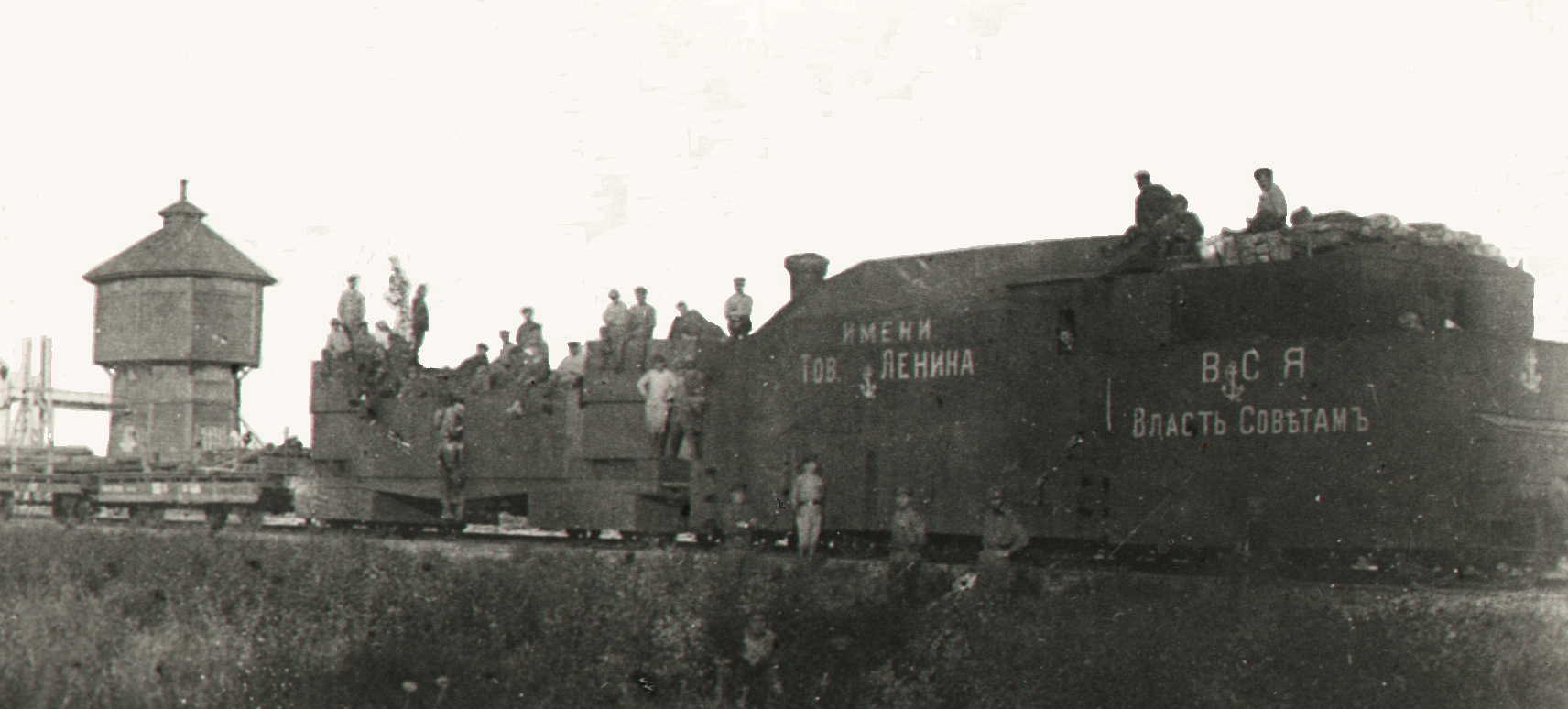
Бронепоезд «Путиловцы имени товарища Ленина», 1919 год

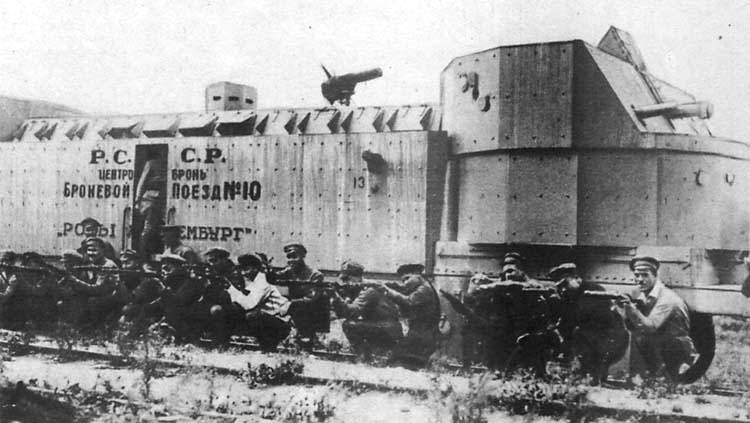
Личный состав и бронеплощадка бронепоезда № 10 «Имени Розы Люксембург»

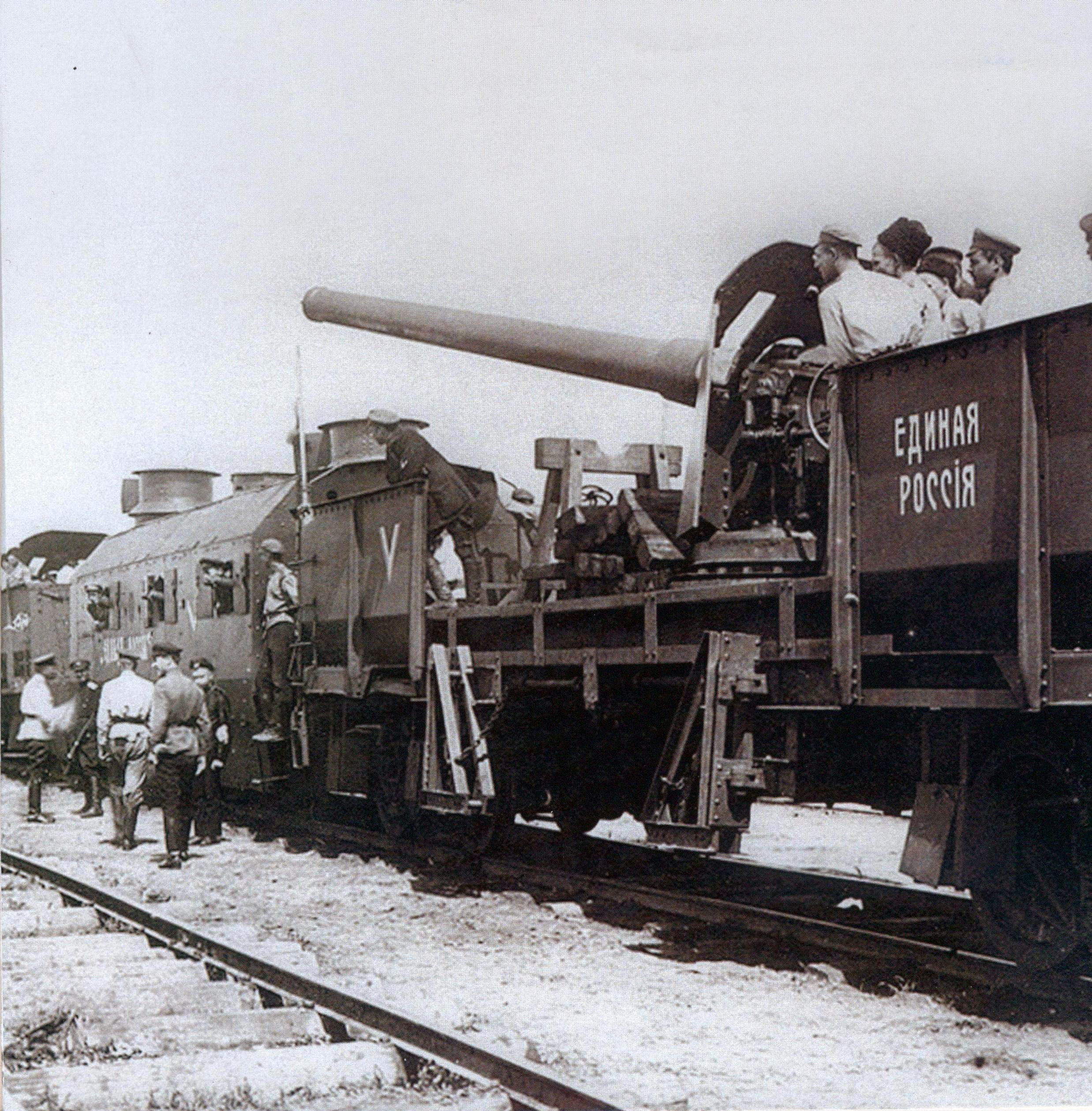
Бронепоезд «Единая Россия» на царицынском направлении, 1919 год

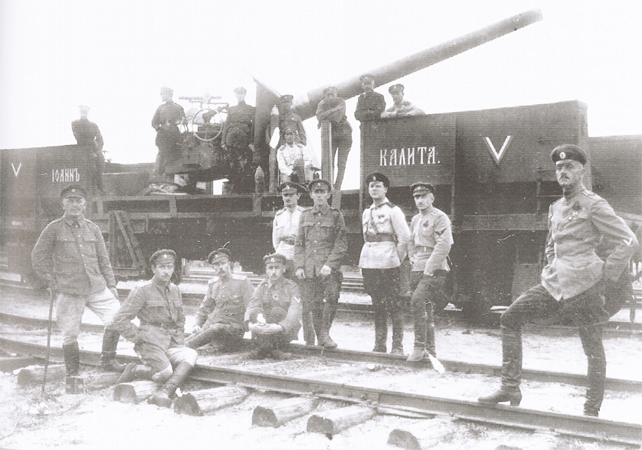
Личный состав и артиллерийская площадка бронепоезда «Иоанн Калита»

Первоначально в Русской императорская Армии броневые поезда организационно входили в состав отдельного Корпуса пограничной стражи (в Заамурском округе), с 1914 года включались в состав железнодорожных войск, что облегчило эксплуатацию, строительство, техническое обслуживание и ремонт основного вооружения (броневого поезда) в полевых условиях.
На середину 1917 года в строю русской армии 7 бронепоездов, ещё 6 ремонтировали и 2 потеряно в боях.

## Гражданская война в России

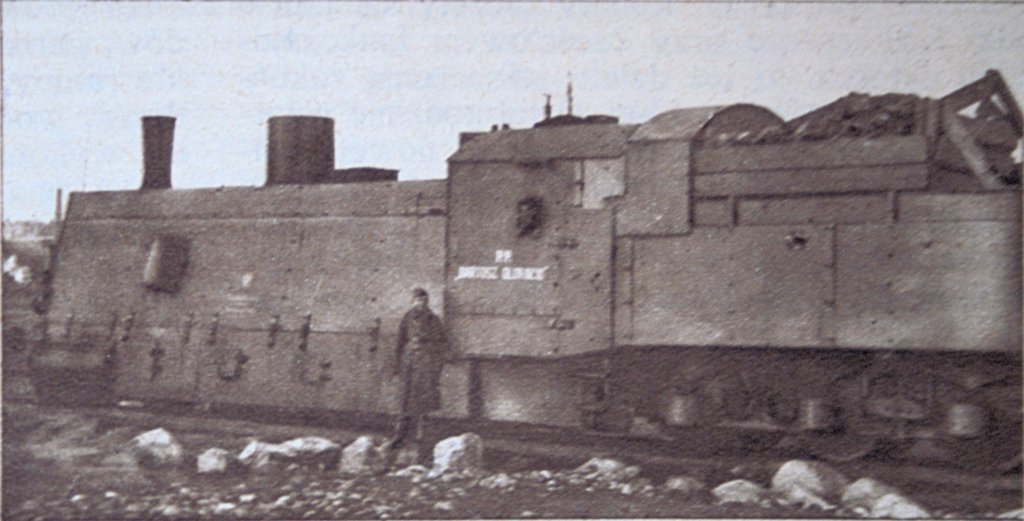
Бронепаровоз серии G.7^{1} 4460 Бреслау польского бронепоезда «Бартош Гловацкий», 1920

В России «бум бронепоездов» пришёлся на Гражданскую войну. Это вызвано её спецификой — фактическое отсутствие чётких линий фронтов, большое количество иррегулярных войск и борьба за железные дороги как основное средство для быстрой переброски войск, боеприпасов, хлеба. Уже в 1918 году началось их массовое строительство.. Бронепоездные части были у практически всех воюющих сторон. Помимо Красной Армии, были они и у белогвардейской Добровольческой Армии (позднее в Вооружённых силах Юга России (ВСЮР)) генерала Деникина, чехословацкого корпуса (бепо «Orlik»), армии Украинской Народной Республики (бепо «Слава Украины», «Сечевик») и др. Широкое боевое применение бронепоездов во время Гражданской войны показало их главную слабость. Бронепоезд являлся большой, громоздкой мишенью, уязвимой для артиллерийского (а позднее — и воздушного) удара. Кроме того, он опасно зависел от железнодорожной линии. Для его обездвижения было достаточно разрушить полотно спереди и сзади. Поэтому для восстановления разрушенных путей бронепоезда имели в составе платформы с путевыми материалами: рельсами, шпалами, креплениями. Темп восстановления пути солдатами бронепоездов был довольно высок: в среднем 40 м/ч пути и примерно 1 м/ч моста на небольших реках. Поэтому разрушение путей лишь на небольшое время задерживало движение бронепоездов.

### Бронепоезда Белого движения
Бронепоезда Белого движения — совокупность бронепоездов, используемых армиями Белого движения в ходе Гражданской войны в России 1917−1922 гг. В разные периоды использовалось до 79 бронепоездов. В Перечне бронепоездов Белого движения приведены бронепоезда, использовавшиеся армиями Белого движения в ходе Гражданской войны в России 1917−1922 гг.

### Бронепоезда Красной армии

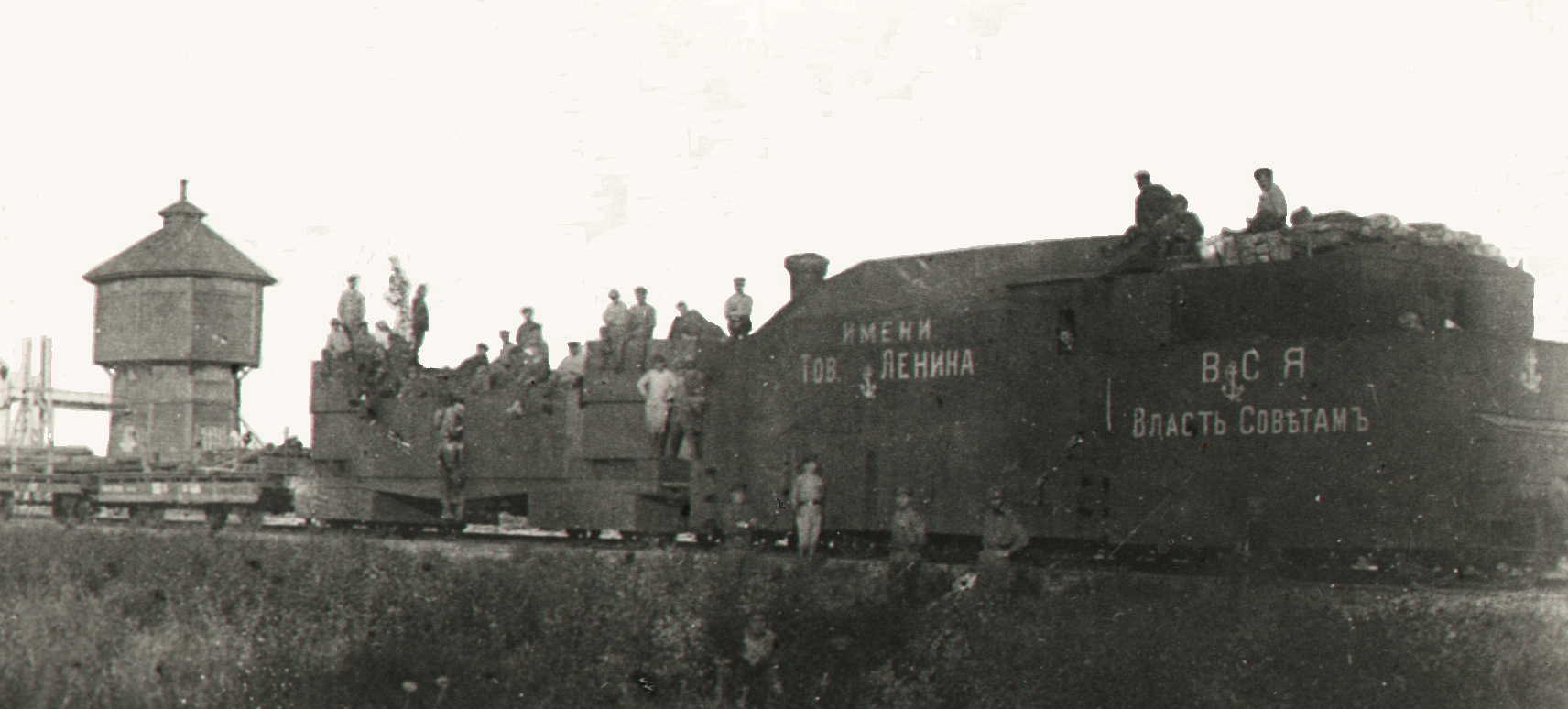
Бронепоезд № 6 «Путиловцы имени товарища Ленина», 1919 год

Часть бронепоездов достались РККА от Русской Императорской армии, при этом было развёрнуто и серийное производство новых. Кроме того, вплоть до 1919 года сохранялось массовое изготовление «суррогатных» бронепоездов, собираемых из подручных материалов из обычных пассажирских вагонов в отсутствие всяких чертежей; такой «бронепоезд» мог быть собран буквально за сутки. На октябрь 1920 года в РККА числилось 103 бронепоезда.
В РККА вошли в состав броневых сил.

Во имя исторической правды следует признать, что советские броневые силы, а в особенности бронепоезда, имели всегда прекрасно обученный и отважный личный состав, подобранный по преимуществу из убежденных коммунистов.— Из польских источников.
Таблица броневые силы РККА, представлена для сравнения количества различных формирований:
| Формирование количество (по др. дан.) | Октябрь 1918 года | 1919 год                                        | Конец 1919 года | 1920 год                                               | 1922 год |
| ------------------------------------- | ----------------- | ----------------------------------------------- | --------------- | ------------------------------------------------------ | -------- |
| Бронепоезд                            | 23 (45)           | янв. — 29, апр. — 44, июль — 54 (62), окт. — 59 | 58 — 60         | янв. — 65, апр. — 71, июль — 105, окт. — 103 (71, 122) | ?        |
| Броневая летучка                      | —                 | янв. — 14, апр. — 16, июль — 15, окт. — 12      | 15              | янв. — 10, апр. — 8, июль — 5, окт. — — (8)            | ?        |
| Автобронеотряд                        | 30 (38, 45)       | янв. — 50, апр. — 47, июль — 41, окт. — 50      | до 64           | янв. — 48, апр. — 46, июль — 52, окт. — 51 (80, 49)    | 21       |
| Автотанковый отряд                    | —                 | —                                               | —               | 11                                                     | —        |
| Танковый отряд                        | —                 | —                                               | —               | 10                                                     | 5        |

После начала гражданской войны в России, согласно приказу Революционного военного совета Республики (РВСР) № 416/57, от 18 декабря 1918 года, в Красной Армии, было установлено штатное расписание для броневых поездов с численностью поездной команды (экипажа) 136 человек личного состава. Материальная часть формирования включала: броневой паровоз, две броневые платформы, вооружённые пушками и пулемётами, подвижной базы из «чёрного» паровоза и 6 — 7 вагонов, для перевозки огневых припасов и технического имущества формирования.
Чуть позднее приказом Реввоенсовета Республики № 59, от 4 января 1919 года, броневые поезда стали подчиняться начальнику броневых частей армии, в районе действий которой они находились и рассматривались как специальные средства в борьбе с войсками противников Советской власти. Для повышения эффективности действий броневых поездов при каждом броневом поезде были сформированы десантные отряды численностью 321 человек.
В РККА приказом РВС № 4/1, 1919 года издана инструкция (первая) по боевому применению броневых поездов. В соответствии с ней все броневые поезда делились на две части:
- 1-я часть — боевая:
  - поезд № 1 — две броневые платформы с паровозом посередине. Вооружение: два трёхдюймовых или зенитных орудия, 12 пулемётов и два миномёта.
  - поезд № 2 — две платформы (желательно бронированные или блиндированные) с паровозом. Вооружение: два тяжёлых четырёх- или шестидюймовых орудия.
- 2-я часть — резерв: поезд № 3 — железнодорожный состав для перевозки команды (экипажа) и имущества воинской части.[16]

5 августа 1920 года, исходя из опыта операций гражданской войны, РВСР выпустил новую инструкцию, по которой все броневые поезда подразделялись на три типа, по своему оперативно-тактическому предназначению:
- тип «А» — ударные полевые броневые поезда. Сильно бронированные составы, в составе — броневого паровоза, двух броневых площадок с двумя трёхдюймовыми орудиями, восемью пулемётами на каждой и базы. Боевой запас составлял 1 200 снарядов к орудиям и 216 000 патронов к пулемётам. Команда (экипаж) — 162 человек личного состава. Часто, в тот период времени, их именовали штурмовыми броневыми поездами, поскольку они так же предназначались для решения задач в условиях ближнего боя.
- тип «Б» — броневые поезда огневой поддержки. Легкобронированные, в составе полуброневого паровоза, одной броневой площадки с двумя 107-мм или 122-мм орудиями и четырьмя пулемётами и база. Команда (экипаж) — 57 человек.
- тип «В» — броневые поезда огневой поддержки. Легкобронированные, в составе полуброневого паровоза, одной броневой площадки со 152-мм или 203-мм орудием и двумя пулемётами. Команда (экипаж) — 37 человек.[16][17][18].

К концу Гражданской войны в ведении Центрального совета броневых частей (Центробронь) РККА находилось 122 или 123 броневых поезда, по окончании Гражданской войны, в связи с военной реформой, к 1928 году в СССР их количество сокращено до 34.

## Межвоенное время
СССР
В 1923 году военное ведомство освобождалось от охраны ряда объектов железнодорожного транспорта, главным образом мостов, имеющих стратегическое значение. Обязанность по их охране была возложена на НКПС РСФСР. С 4 декабря 1923 года в составе Охраны Путей Сообщения НКПС начали создавать особые вооружённые отряды (ОВО), личный состав которых стал руководствоваться положениями и уставами, действующими в РККА. Каждый отряд получил на вооружение станковый пулемет, а также бронепоезд, который применялся для сопровождения пассажирских и грузовых поездов с особо ценными или важными грузами и отражения налетов крупных банд, в борьбе с басмачами
10 декабря 1924 года утверждён приказ РВС СССР за № 1445/235 которым были объявлены штаты броневых и танковых частей военного времени, а 31 декабря, приказом этого же органа управления № 1563/253 установлена новая нумерация броневых частей, в связи с проведённой реорганизацией Вооружённых Сил СССР.
В 1925 году, 17 сентября, утверждён «Временный боевой устав броневых сил РККА, служба на полевых броневых поездах».

7. Дивизион бронепоездов есть высшее постоянное тактическое соединение двух или нескольких бронепоездов.

В состав дивизиона обязательно включается 1 бронепоезд тяжёлого типа.

Дробление дивизиона допускается лишь тогда, когда необходимо обслужить несколько отдельных направлений при недостатке бронепоездов в распоряжении командования.

Группа бронепоездов есть временное тактическое соединение нескольких отдельных бронепоездов или дивизионов (как правило не более 6 бронепоездов), образуемое на различные сроки и в различном составе из всех типов бронепоездов, включая и ББ.

Бронепоезда сводятся в группы исключительно для выполнения боевых задач на определённом участке железной дороги.

Группа бронепоездов при развитой сети железных дорог является мощным броневым кулаком в руках командования на наиболее ответственном участке фронта.— Проект боевого устава броневых сил РККА.
Часть II, Книга 3. Боевое применение бронепоездов.
В августе 1927 года в докладе начальника ГУ РККА В. Н. Левичева председателю РВС СССР К. Е. Ворошилову о вновь разработанных штатах военного времени строевых частей Сухопутных и Военно-воздушных сил было предложено для танковых и броневых частей:

… 2) Бронепоезда. Организация в общем осталась прежняя, изменилось лишь несколько вооружение тяжёлых бронепоездов, а именно: для тяжёлых бронепоездов вместо смешанного вооружения бронеплощадок (42' и 3" пушки) введен один тип орудий — 42' пушки. Численность дивизиона бронепоездов сократилась с 470 чел(овек) и 90 лошадей до 445 чел(овек) и 14 лошадей.

3) Созданы отдельные железнодорожные артиллер(ийские) батареи (прежние тяжёлые бронепоезда особого назначения), причём на вооружение их дано или по одной 10" пушке, или по две 120 мм пушки.

4) Вновь разработаны штаты тяжёлых 2-х батарейных артиллерийских железнодорожных дивизионов (четыре 8" пушки или четыре 6" пушки Канэ). Эти дивизионы будут применяться как для борьбы на сухопутном фронте, так и, главным образом, для подвижной обороны берегов; последнее является у нас первым шагом в этом направлении, в то время как за границей (Франция, Америка) подвижные установки являются основным средством для обороны берегов. В будущем намечается дальнейшее развитие подвижных железнодорожных установок для береговой обороны, что в значительной степени усилит нашу береговую оборону. Численность дивизиона: 6" — 342 чел., 8" — 366 чел(овек).
Китай
Раздираемый гражданской войной Китай с 1923 года принял на своей территории остатки белогвардейских войск, "каппелевцев" и "семеновцев", имеющий большой опыт строительства и экскплуатации бронепоездов различного типа. Начиная с 1924 года северная группировка войск во главе с маршалом Джандзолином включила в свой соства русский отряд генерала Нечаева, расположенный в качестве базы в провинции Шандун. В период с 1924 по 1927 года в городе Цинанфу русские инженеры из Харбина, которые в Первую Мировую войну построили бронепоезда серии "Хунхуз", на базе немецких мастерских построили для сервеной гурппировки войск около 14 бронепоездов разного типа, включая копии "Хунзуза" (он же "Орлик"), образовавшую русскую дивизию бронепоездов в отряде генерала Нечаева. Основной театр боевых действий между "северянами" и "южанами" проходил вдоль железных дорог от Тяньцзина до Шанхая, где главной ударной силой являлась русская группа бронепоездов. До 1927 года "южанам" в качестве военных советников помогали специалисты из СССР, включая Блюхера и других известных военачальников. В это время "южанами" развивается тактика борьбы с бронепоездами методом подрыва путей и мостов, организации партизанских засад. Начиная с 1927 года "южане" также стали производить собственные бронепоезда или использовать после ремонта броневагоны "северян". Перешедшие на сторону "южан" чины броневой дивизии русского отряда Нечаева также привлекались в качестве специалистов по бронепоездам. В результате "северного похода" армии националистов во глав с Чан-Кайшеком к 1932 году основные провинции были захвачены, а сохранившиеся бронепоезда доастлись как трофеи "южанам". Вероятно, период 1924-1928 годов был последним "временем" когда бронепоезда играли решающую роль в войне.
Отсутствие информации по бронепоездам в Китае у российских и зарубежных историков вызвало неверное описание состава и судьбы бронесоставов и броневагонов, включая легендарного "Орлика" ("Хунхуза"). Большинство бронепоездов русского отряда проходило глубокуя модернизацию и ремонт, что приводило к полному изменению внешнего вида. Путаницу вызывало также различное написание по русски или китайски названий. Один и тот же бронепоезд в документах назывался то по русски, то по китайски, с написание слогов слева направо, а иногда справа налево. При постройки новых бронепоездов им, как правило, присваивалось название города или местности, которую только что захватили "северняне". Точно известно название бронепоездов: "Пекин", "Шандун", "Янцзы" и т.д. После японской оккупации Маньчжурии остатки этих бронепоездов, как и построенных ранее в Армии Колчака, были замечены и сфотографированы многими журналистами. 
Германия
Тяжёлый экономический кризис в послевоенной Германии и положения Версальского договора привели к тому, что к началу 1920-х годов все ранее имевшиеся немецкие бронепоезда были разобраны на металл.
Однако в 1929−1930 годах в Веймарской республике были созданы «поезда защиты линий», которые предназначались для защиты железнодорожных путей. «Бронепоезд» этого типа состоял из легкобронированного локомотива серии 57 или 93 (прусские серийные паровозы G10 и T14) и нескольких вагонов, сдвоенные стены которых были залиты цементным раствором. К 1937 году в нацистской Германии числилось около 22 «поездов защиты линий».

## Вторая мировая война

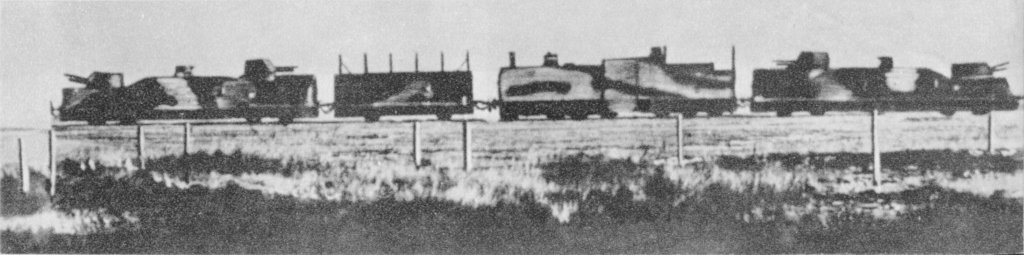
Польский бронепоезд «Данута», 1939

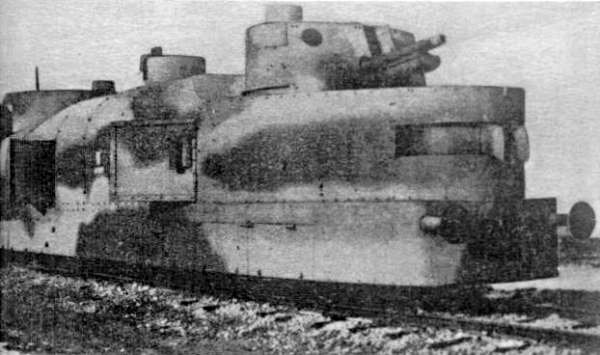
Артиллерийский вагон бронепоезда «Данута»

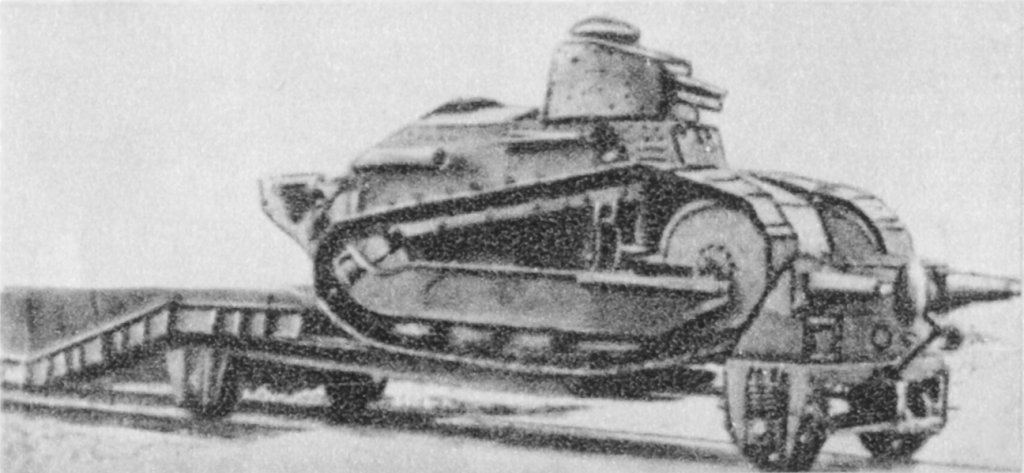
Польская бронедрезина типа R

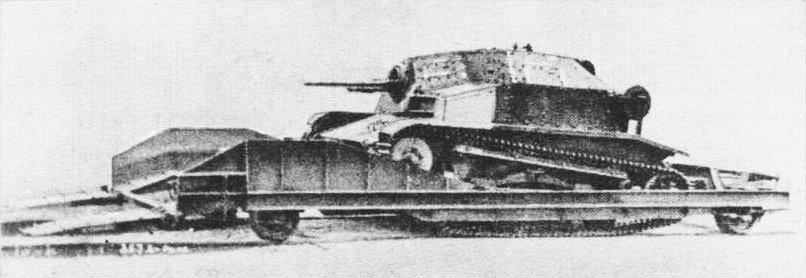
Польская бронедрезина типа TKS

Бронепоезда имели мощное вооружение: пушки и зенитную артиллерию. Борьба с авиацией стала важным элементом участия бронепоездов в боевых действиях. Условия службы на бронепоездах были суровыми. B закрытых со всех сторон бронированных отделениях бронепоезда экипаж находился в духоте из-за плохой вентиляции и пороховых газов.

### Польская кампания и Западный фронт
В 1930-х годах германское военное командование считало приоритетным разработку авиации и танков, а проектирование новых бронепоездов посчитало ненужным. Лишь накануне начала Второй мировой войны в июле-августе 1939 года произошёл сдвиг, и было принято решение о создании семи новых бронепоездов. Однако времени на создание настоящих бронепоездов не хватило. Тогда был найден компромисс: использовать «поезда защиты линий» и чехословацкие трофейные бронепоезда. Однако эффективность этих бронепоездов была весьма невысокой — неудачное расположение 75-мм орудий (которые были установлены не в башнях, а в основном в казематах) существенно ограничивало их сектора обстрела. Но, несмотря на недостатки, эти бронепоезда эксплуатировали вплоть до 1944 года, кроме разобранного в 1940 году бронепоезда № 5 (который неоднократно модернизировался и ремонтировался).
По многим причинам критика бронепоездов оправдалась, благодаря провальным захватам железнодорожных мостов Дирчау в Польше и Арнхейм в Голландии. Во время войны немцы в основном использовали бронепоезда для охраны и патрулирования долины реки Рейн. Перед началом вторжения во Францию и страны Бенилюкса (1940) в строй были введены три бронепоезда — № 23, 24 и 25, конструкция которых в основном была похожа на чешские образцы. Орудия были установлены в казематах, а на поезде № 24 и вовсе на открытых площадках, которых от обстрела прикрывали лишь бронещитки. Все эти новые бронепоезда были сняты с вооружения ещё до конца 1940 года.
Трофейные польские бронепоезда поступили на вооружение вермахта в середине 1940 года, получив номера 21 и 22. В отличие от остальных имеющихся образцов, они представляли собой сильные боевые единицы. Бронепоезд № 21 был вооружён тремя 75-мм орудиями, а № 22 — двумя 100-мм во вращающихся башнях. Оба эти поезда принимали активное участие в боях на территории Франции и Балканского ТВД, после чего были направлены к границе СССР. Некоторые бронепоезда были переброшены вермахтом на север для обороны побережья Норвегии и Дании.

### Советские бронепоезда в Великой Отечественной войне

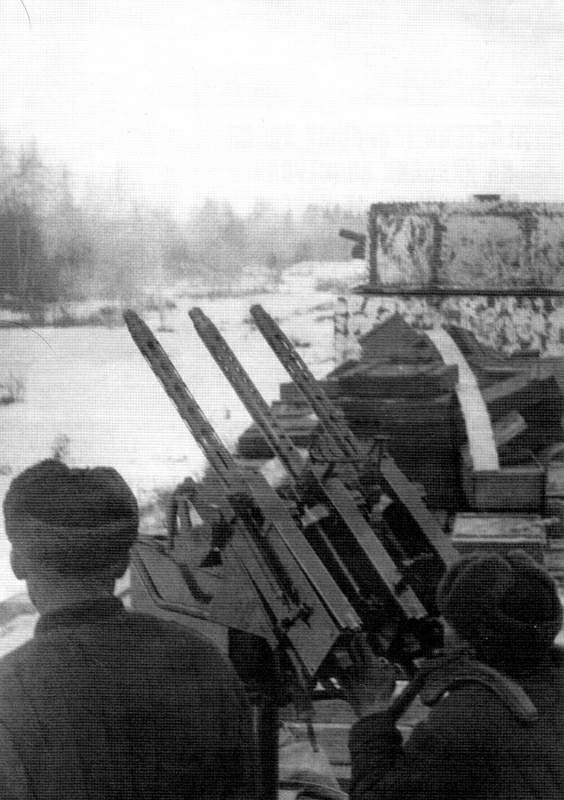
Зенитчики бронепоезда ведут огонь по самолётам противника из строенного авиационного пулемёта ПВ-1, Западный фронт, ноябрь 1941 года.

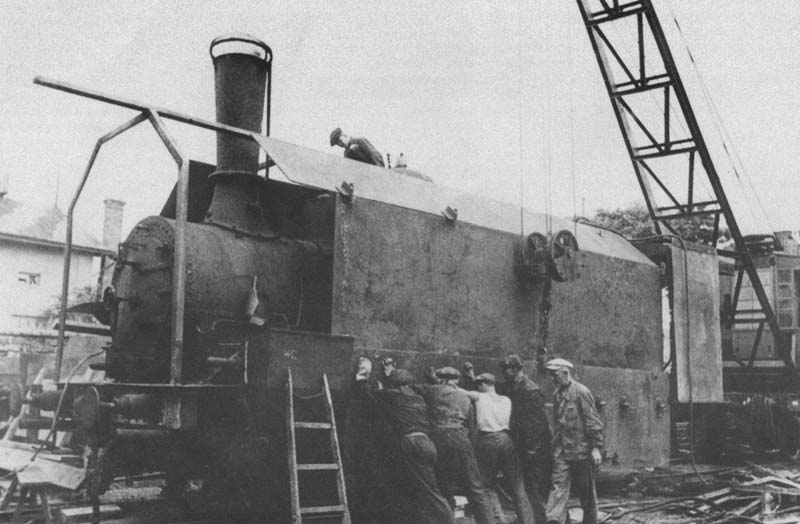
Бронирование паровоза на заводе Январского восстания в Одессе, 8-9.1941

Во время Великой Отечественной войны бронепоезда оставались на вооружении. После начала войны построен ряд новых бронепоездов, развёрнуты железнодорожные батареи противовоздушной обороны. Бронепоездные части сыграли роль в Великой Отечественной войне, в первую очередь, в охране железнодорожных коммуникаций оперативного тыла.
На советско-германском фронте бронепоезда использовали обе воюющие стороны.
К осени 1940 года, автобронетанковые войска РККА, согласно приказу НКО СССР № 0283 от 24 октября 1940 года, в результате организационно-штатных преобразований имели в своём составе 9 отдельных дивизионов бронепоездов по 3 бронепоезда, 17 отдельных бронепоездов и отдельный батальон бронедрезин.
На 22 июня 1941 года Красная Армия имела 53 бронепоезда. По другим данным в РККА 34 лёгких и 13 тяжёлых бронепоездов, из них в составе Дальневосточного фронта (ДВФ) и Забайкальского округа (ЗабВО) 12 лёгких и 5 тяжёлых бронепоездов, плюс кадр для сформирования ещё 10 бронепоездов. Бронеплощадок ПВО (типа СПУ-БП) имелось всего 28, из них в ДВФ и ЗабВО — 15. Кроме РККА бронепоездами располагали и войска НКВД по охране железнодорожных сооружений и оперативные войска НКВД, у них на 22 июня 25 бронепаровозов, 32 артиллерийские бронеплощадки, 36 моторных броневагонов и 7 бронеавтомобилей на железнодорожном ходу.
Из-за эвакуации единственного довоенного производителя бронепоездов — Брянского завода Профинтерн, пришлось начинать строительство бронепоездов на паровозо- и вагоноремонтных заводах и в железнодорожных депо. Типовые чертежи бронеплощадок и бронепаровозов (упрощенный вариант того что делали в Брянске до войны) разослали по заводам под названием «НКПС-42». Но этим чертежам следовали не все. Где-то местные ресурсы не позволяли следовать образцу, и бронепоезд «лепили из того что было». Где-то, наоборот, считали, что могут построить лучше — характерный пример — бронепоезд № 1 «За Сталина», построенный Коломенским заводом. Самая его отличительная черта — специальный бронепаровоз, перестроенный из маневрового паровоза серии 9П с добавлением двух осей с учётом специфики нагрузки бронепаровоза. Все прочие бронепоезда в Великую Отечественную (как и большинство поездов в Гражданскую) использовали стандартные паровозы серии Ов или Од. Руководил перестройкой знаменитый инженер Лебедянский. Две бронеплощадки имели низкий силуэт (в отличие от всех довоенных) и вооружались каждая двумя башнями от новейшего танка Т-34 (пушки Ф-34 с баллистикой дивизионного орудия). Броня платформ 45 мм, как на Т-34. Было ещё три зенитные бронеплощадки — две с 37-мм пушками и одна с 12.7-мм пулеметом ДШК. Вдвойне обидно, что такой мощный бронепоезд погиб в первом же бою, столкнувшись 11 октября 1941 под Гжатском с немцами. Наверное, самым знаменитым из советских бронепоездов стал «Железняков», защищавший Севастополь. Вооружённый 5-ю 76-мм орудиями и 4-мя миномётами и укомлектованный моряками Черноморского флота, «Железняков» совершил более 140 боевых выходов. Немцы звали его «Зелёным призраком». Даже финал его был не как у всех — бронепоезд засыпало при обвале тоннеля в самом конце обороны Севастополя. Другие бронепоезда были менее известны, но и они выполнили свой долг. Времена изменились, и попытки выйти в ближний бой, как в Гражданскую, чаще всего кончались плачевно: танки и противотанковая артиллерия не оставляли шансов громоздким «крепостям». А вот в качестве подвижных батарей бронепоезда были эффективны до самого конца войны. И ещё одна роль, зачастую вынужденная — прикрытие отхода. Сплошь и рядом железная дорога оказывалась перерезанной, и единственное что оставалось бронепоезду — подороже продать жизнь в последнем бою.

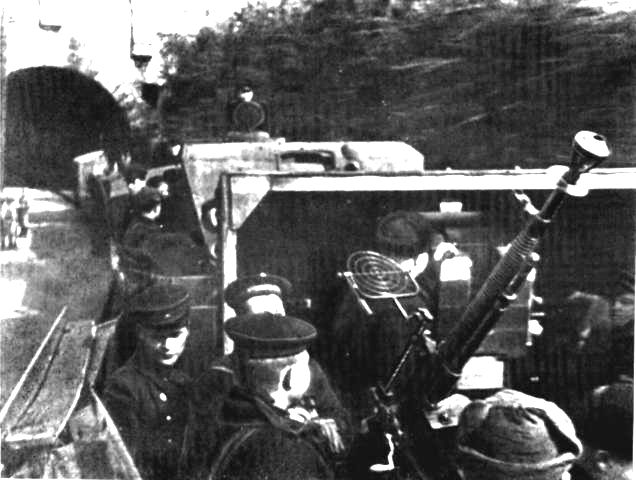
Бронепоезд Железняков («Зелёный призрак») в Севастополе 1942 год

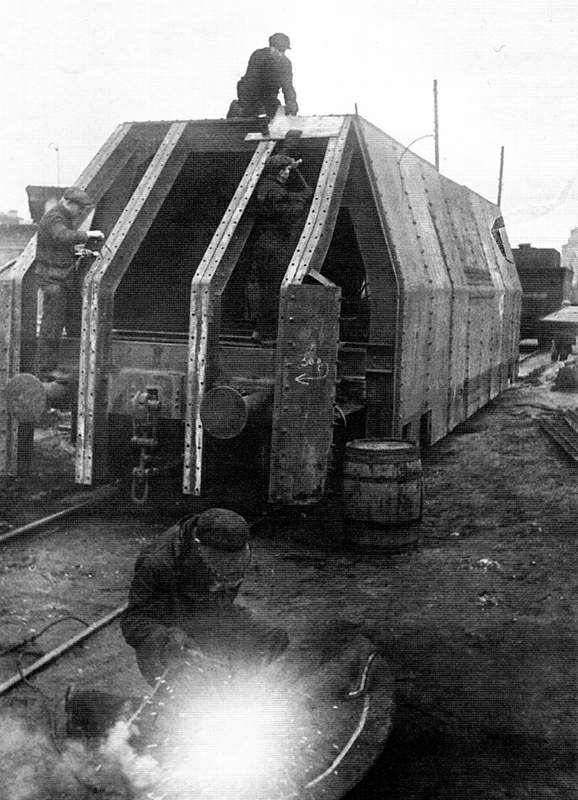
Бронирование вагона в Московском депо, октябрь 1941

В 1941 году потеряно 42 бронепоезда: 21 — значившиеся в списках автобронетанкового управления, 21 — прочие (флотские, местной постройки, трофейные прибалтийские); потери поездов НКВД неизвестны. В 1942 году потеряно 45 бронепоездов (42 армейских и 3 флотских, включая «Железнякова»). В 1943 году потеряны всего 2 бронепоезда. Оба из одного дивизиона (60-го), практически одновременно — 7 июля, в бою с авиацией у станции Прохоровка — примерно там, где через 5 дней состоится знаменитое танковое сражение. За 1944—1945 годы потерь в бронепоездах не было.
В октябре 1941 года наркомат обороны приказал до конца 1942 года сформировать 32 дивизиона бронепоездов по два бронепоезда. Промышленность перевыполнила планы и построила 85 бронепоездов (из них 65 типа ОБ-3).
На основании боевого опыта (и по образу БП «За Сталина») строились площадки для «Ильи Муромца» и «Козьмы Минина» 31-го особого отдельного дивизиона броневых поездов. Это наверное самый известный дивизион в РККА. Каждый поезд состоял из бронепаровоза, 2 орудийных площадок с 2 башнями от Т-34 и 2 зенитно-реактивных площадок — на каждой 2 зенитки (На 'Минине' по 2 25-мм, на 'Муромце' в 1942 г. по 2 76-мм пушки Лендера) и пусковая установка М-8-24 «Катюша», плюс 4 контрольные платформы. Интересно что в 1942 году хотели организовать массовый выпуск бронеплощадок с «Катюшами», но после испытаний от этой идеи отказались — конструкция вышла неудачной, слишком велико рассеивание. Почему это не мешало поездам 31-го дивизиона? На «Минине» и «Муромце» одиночные установки М-8-24 стояли на 4-осных бронеплатформах весом не менее 40 тонн. А построенные по постановлению ГКО No 924 реактивные платформы были двухосными, весом от силы 15 тонн — причем на них по две М-8-36 или одна М-13-16. Формально у 'катюши' отдачи нет, но в процессе залпа установка раскачивается — и тем сильнее чем меньше масса системы. Но боевой опыт показал, что немассированный залп «Катюш» (менее чем дивизионом) малоэффективен, поэтому одна-две установки на поезд особой пользы не принесут. В истории 31-го дивизиона есть только один случай, и то не подтвержденный, когда «катюшу» использовали в бронепоездной дуэли. А мороки с «секретным оружием» огребали. Возможно, поэтому бронепоездов с «катюшами» было только 6.
Тот же опыт войны показал, что двухбашенные броневагоны непрактичны: во-первых излишне тяжелы (что создает перегрузку пути и затрудняет подъём площадки в случае схода с рельсов), во вторых при их повреждении поезд лишается половины артиллерии. Сначала в 1942 году предложили взамен площадку типа ОБ-3 — двухосную и с одной башней — фактически половину довоенного вагона (рассчитанную на полукустарное производство в железнодорожных мастерских). В 1943 создали бронеплощадку БП-43 с башней — более компактную и соответственно лучше забронированную. Штатный бронепоезд теперь состоял из паровоза, четырёх площадок ОБ-3 или БП-43 и зенитной площадки «ПВО-4» с двумя огневыми точками — это могли быть 25-мм или 37-мм пушки либо 12.7-мм пулеметы ДШК.
Помимо обычных бронепоездов, имелись бронепоезда ПВО. Каждый из нескольких зенитных платформ, которые либо действовали совместно, либо «россыпью» прицеплялись к эшелонам с важным грузом. Организационно они входили в состав войск ПВО. К концу войны обеспечение ПВО поездов и станций стало чуть ли не главной задачей бронепоездов. Тем более что немцы, отходя, разрушали пути, и догнать их поездам было затруднительно. 
В годы Великой Отечественной войны действовало около 200 бронепоездов. На конец войны в РККА 140 бронепоездов. Многие из них были награждены орденами или почетными наименованиями, но гвардейским не стал ни один. [22]
В 1944—1945 годах и послевоенные годы они использовались для операций по борьбе с УПА и им подобными антисоветскими партизанами.

#### Награждённые формирования
За мужество, героизм и стойкость, проявленные личным составом во время Великой Отечественной войны, награждены
Дивизионы бронепоездов, особо отличившиеся во время Великой Отечественной войны, награждены:
Почётным наименованием
- 8-й Ясловский отдельный дивизион броневых поездов (командир — майор / подполковник Б. Я. Рогачевский);
- 31-й Горьковско-Варшавский ордена Александра Невского особый отдельный дивизион броневых поездов (командир — майор В. М. Морозов);
- 36-й Ардонский отдельный дивизион броневых поездов имени М. Гаджиева (командир — майор В. Д. Кондратьев);
- 37-й Шепетовский отдельный дивизион броневых поездов (командир — подполковник А. И. Зайченко);
- 44-й Клайпедский отдельный дивизион броневых поездов (командир — майор И. М. Александров);
- 46-й Ясловский отдельный дивизион броневых поездов (командир — майор А. Р. Степанчук);
- 49-й Шепетовский отдельный дивизион броневых поездов (командир — капитан Д. М. Шевченко);
- 58-й Изяславский отдельный дивизион броневых поездов (командир — майор И. С. Мариджанов);
- 59-й Пражский отдельный дивизион броневых поездов (командир — капитан П. И. Степанов);
- 62-й Новосокольнический особый отдельный дивизион броневых поездов (командир — майор В. П. Мерзлов).

Орденом Красного Знамени
- 1-й Отдельный Краснознаменный дивизион бронепоездов (командир — майор / подполковник И. Х. Овецкий, с 1.1945 — майор Н.С. Казакевич);
- Краснознаменный броневой поезд войск НКВД № 46 (командир — майор Г. Ф. Фирсов);
- Краснознаменный броневой поезд войск НКВД № 56 (командир — капитан П. К. Ищенко);
- Краснознаменный броневой поезд войск НКВД № 73 (командир — капитан Ф. Д. Малышев).

Орденом Александра Невского
- 31-й Горьковско-Варшавский ордена Александра Невского особый отдельный дивизион броневых поездов (командир — майор В. М. Морозов)[37].[38]

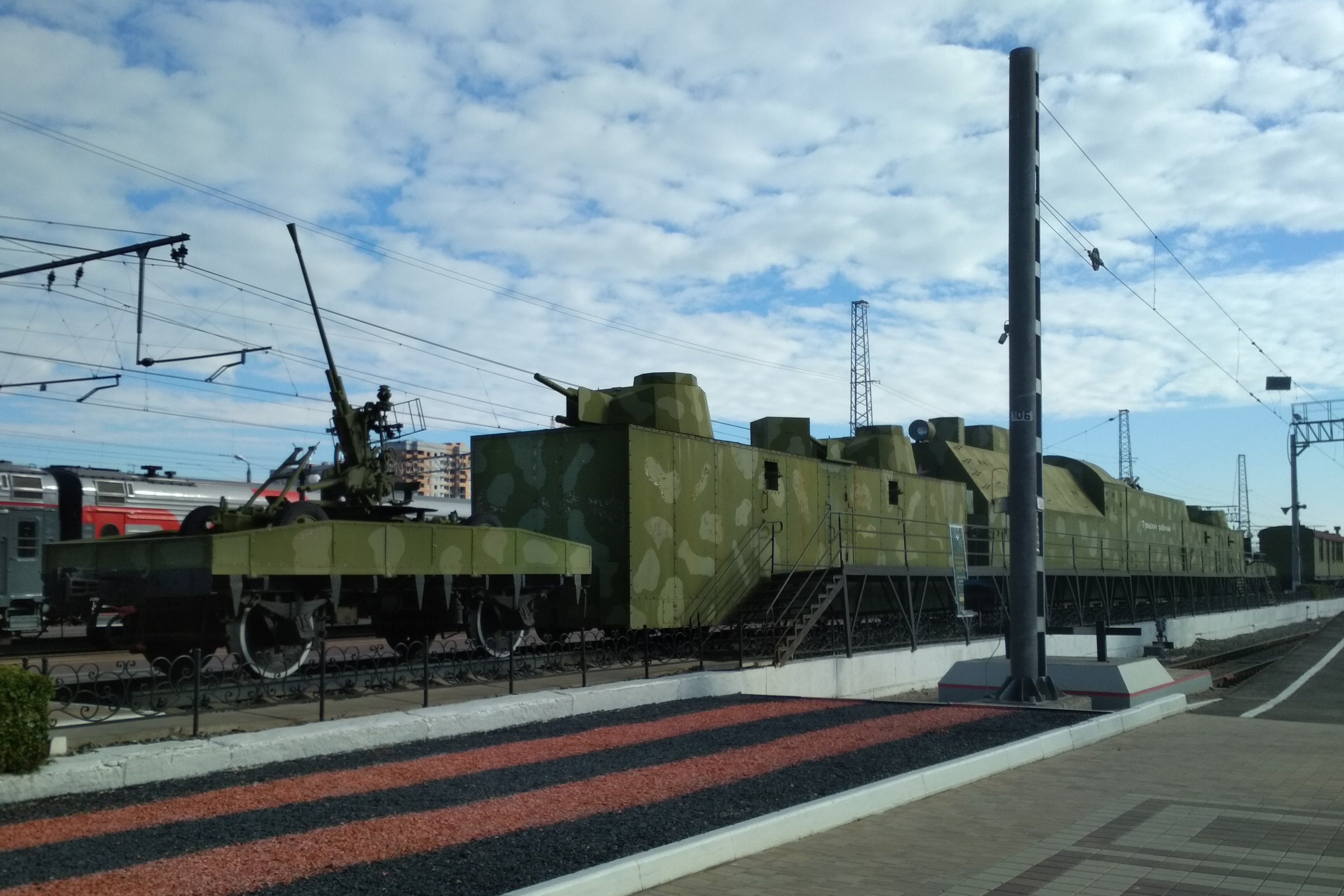
Макет бронепоезда Тульский рабочий на станции Тула-1-Курская
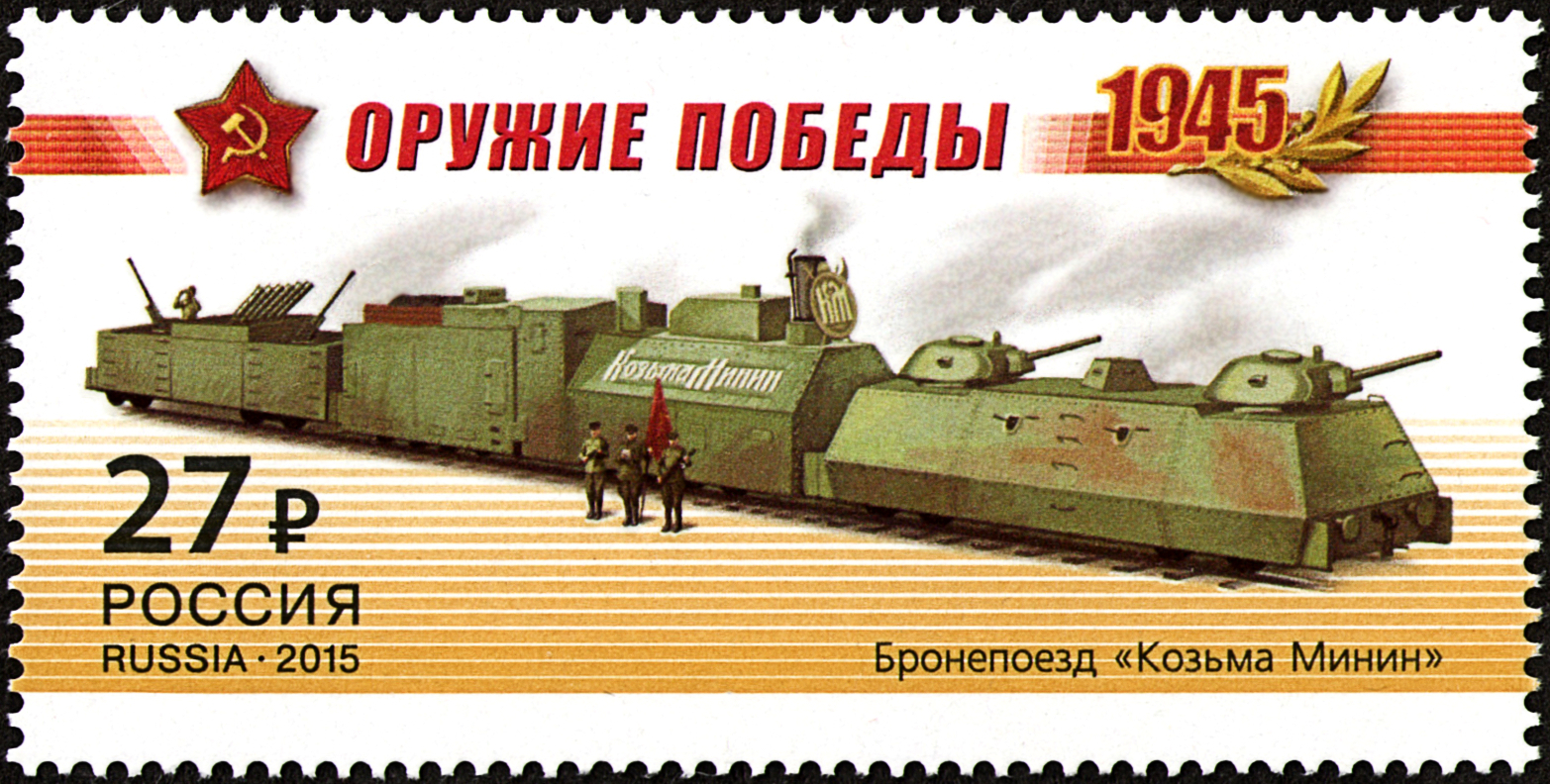
Марка с рисунком бронепоезда 31-го ооднбп «Козьма Минин» на 1944 год
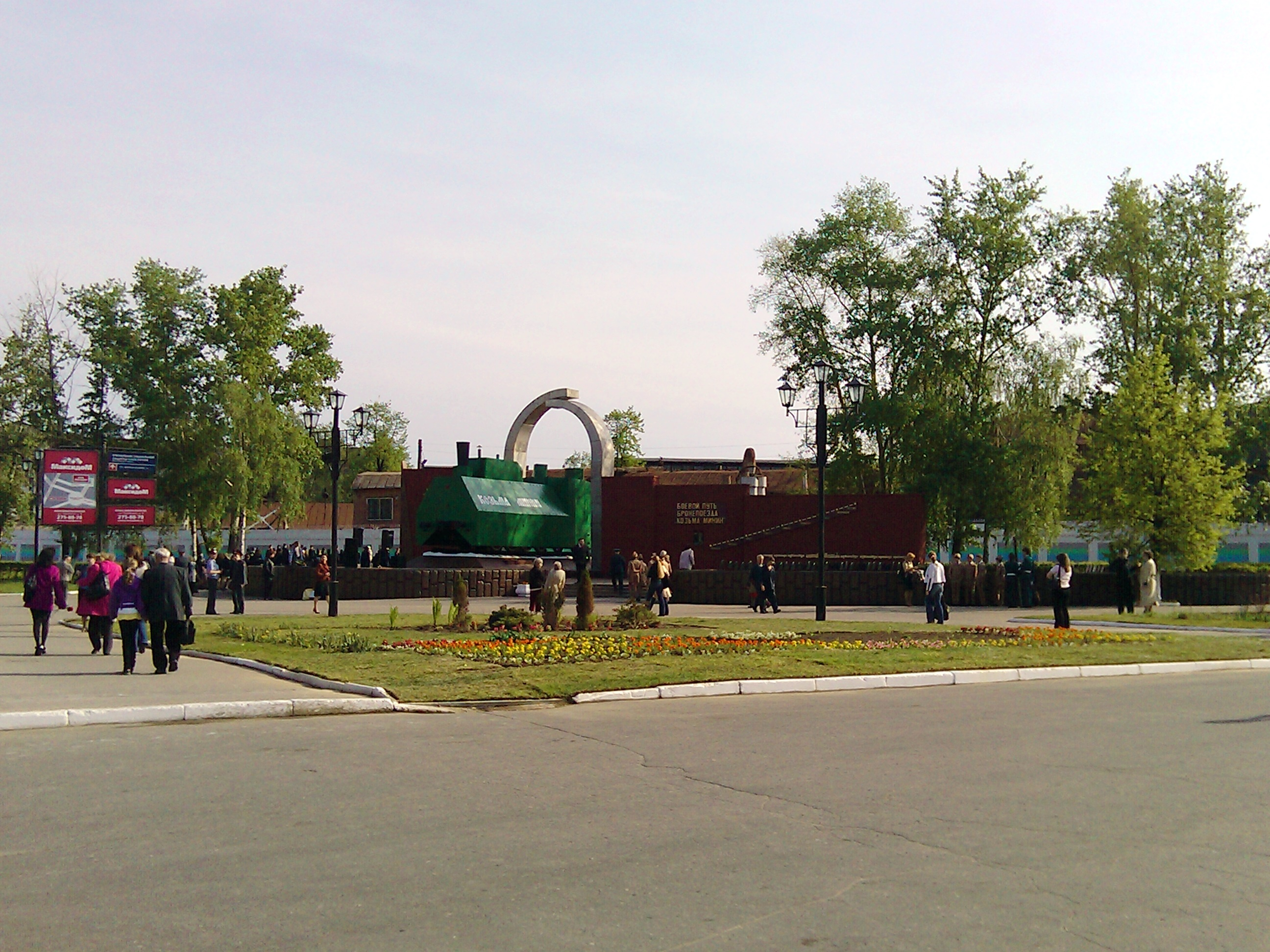
Мемориал бронепоезду «Козьма Минин» в Нижнем Новгороде
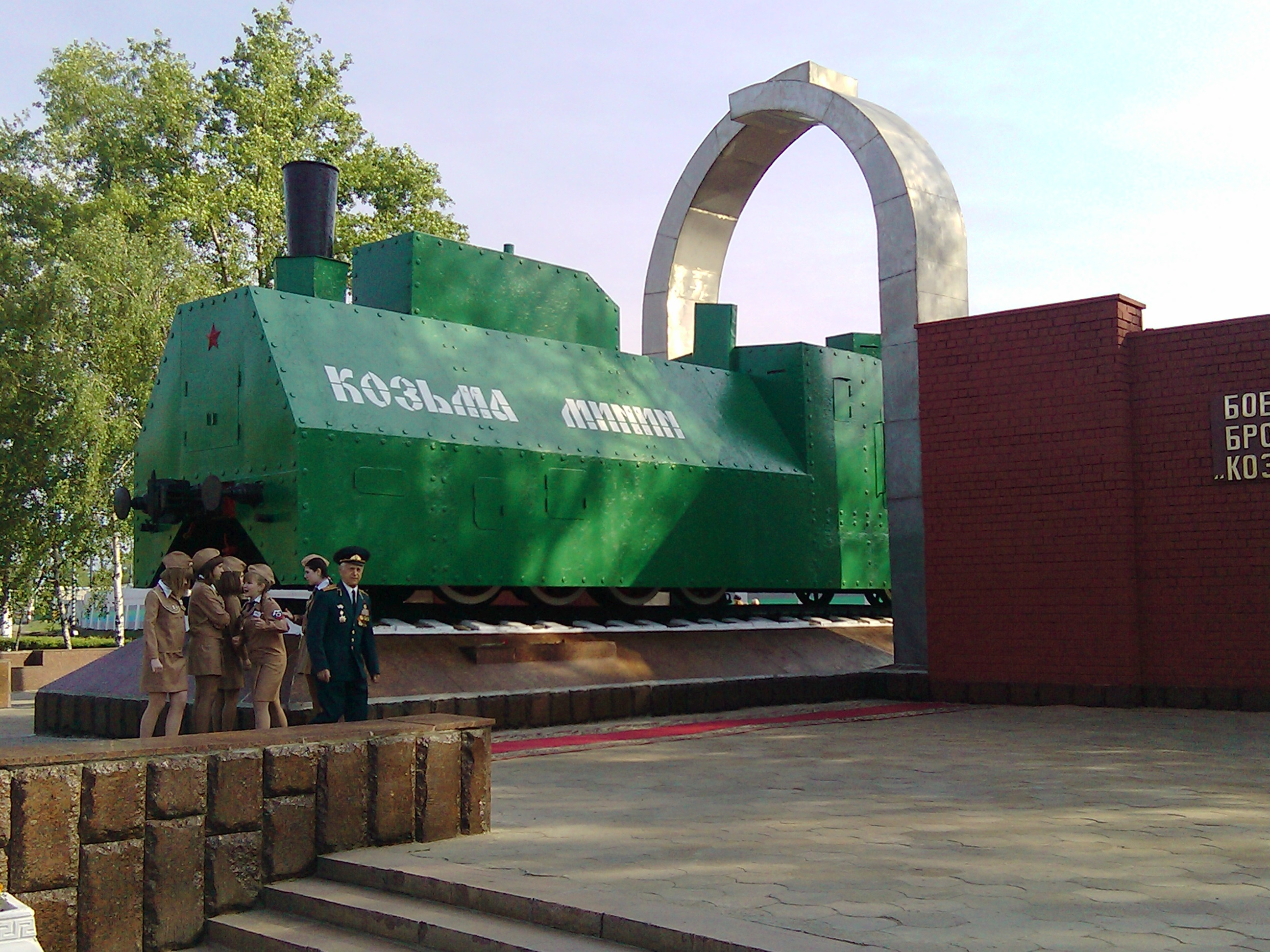
Реплика бронепаровоза БП «Козьма Минин» в Нижнем Новгороде
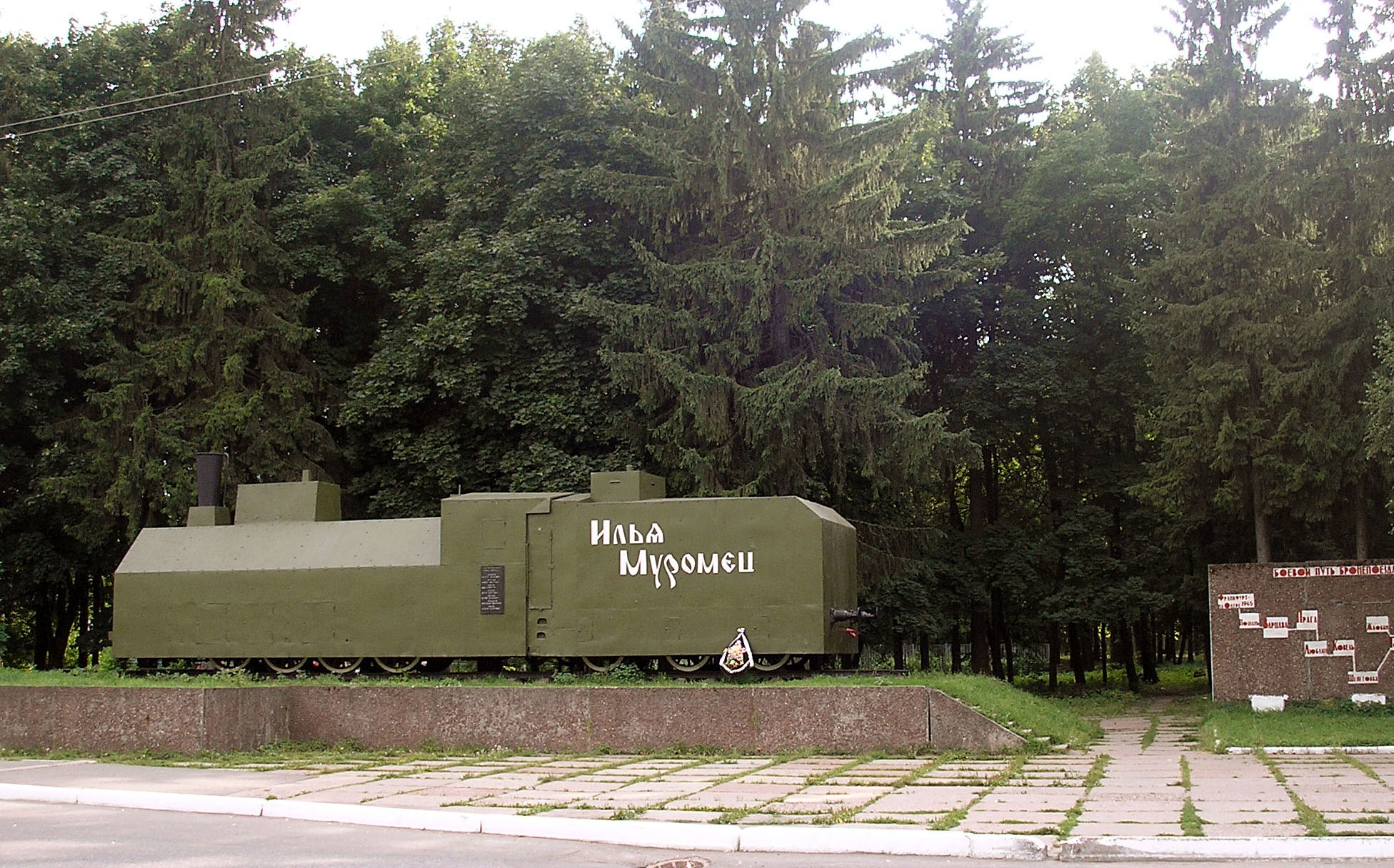
Реплика бронепаровоза бронепоезда «Илья Муромец» в г. Муром
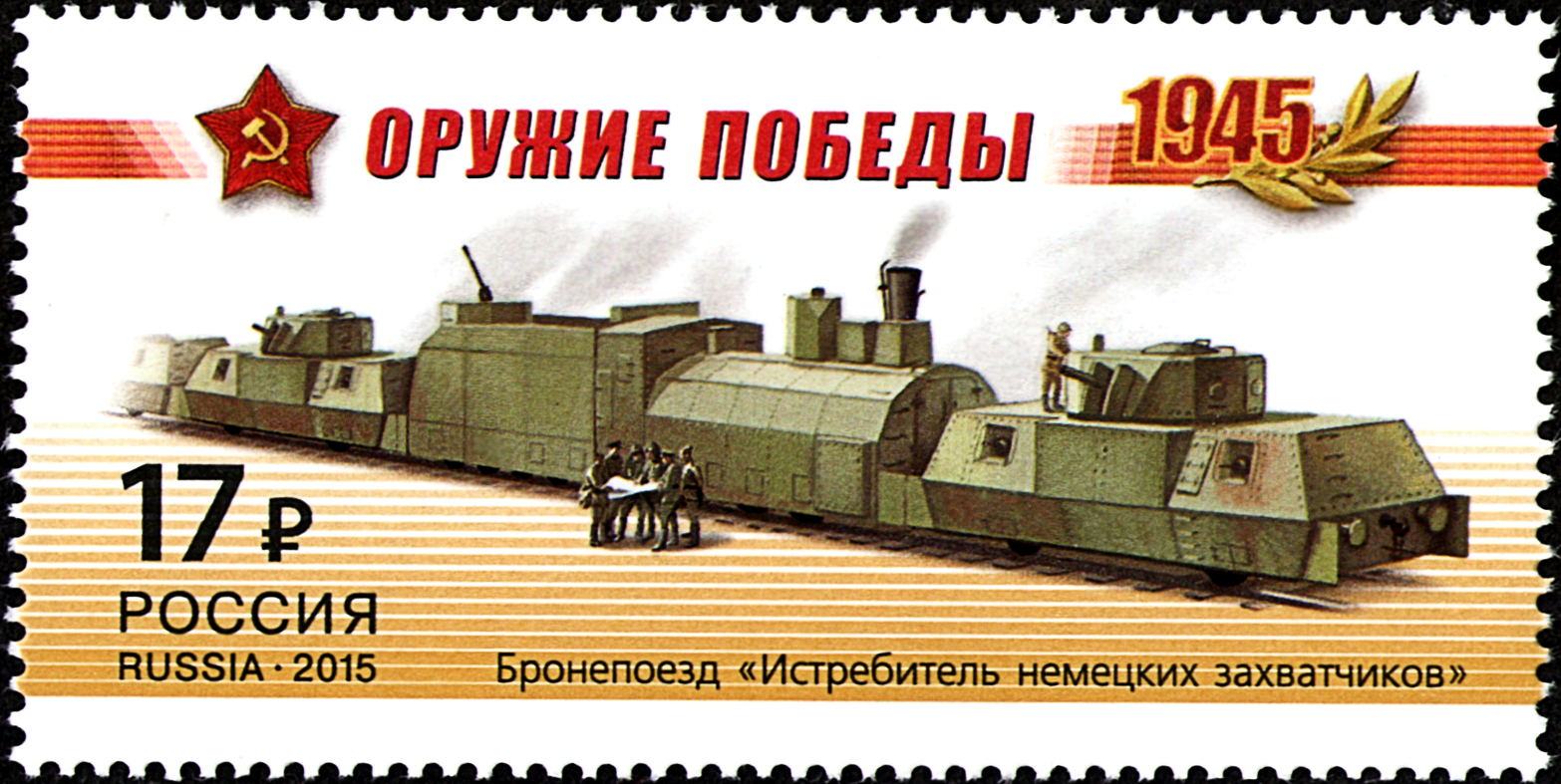
Марка с рисунком бронепоезда «Истребитель немецких захватчиков» типа ОБ-3
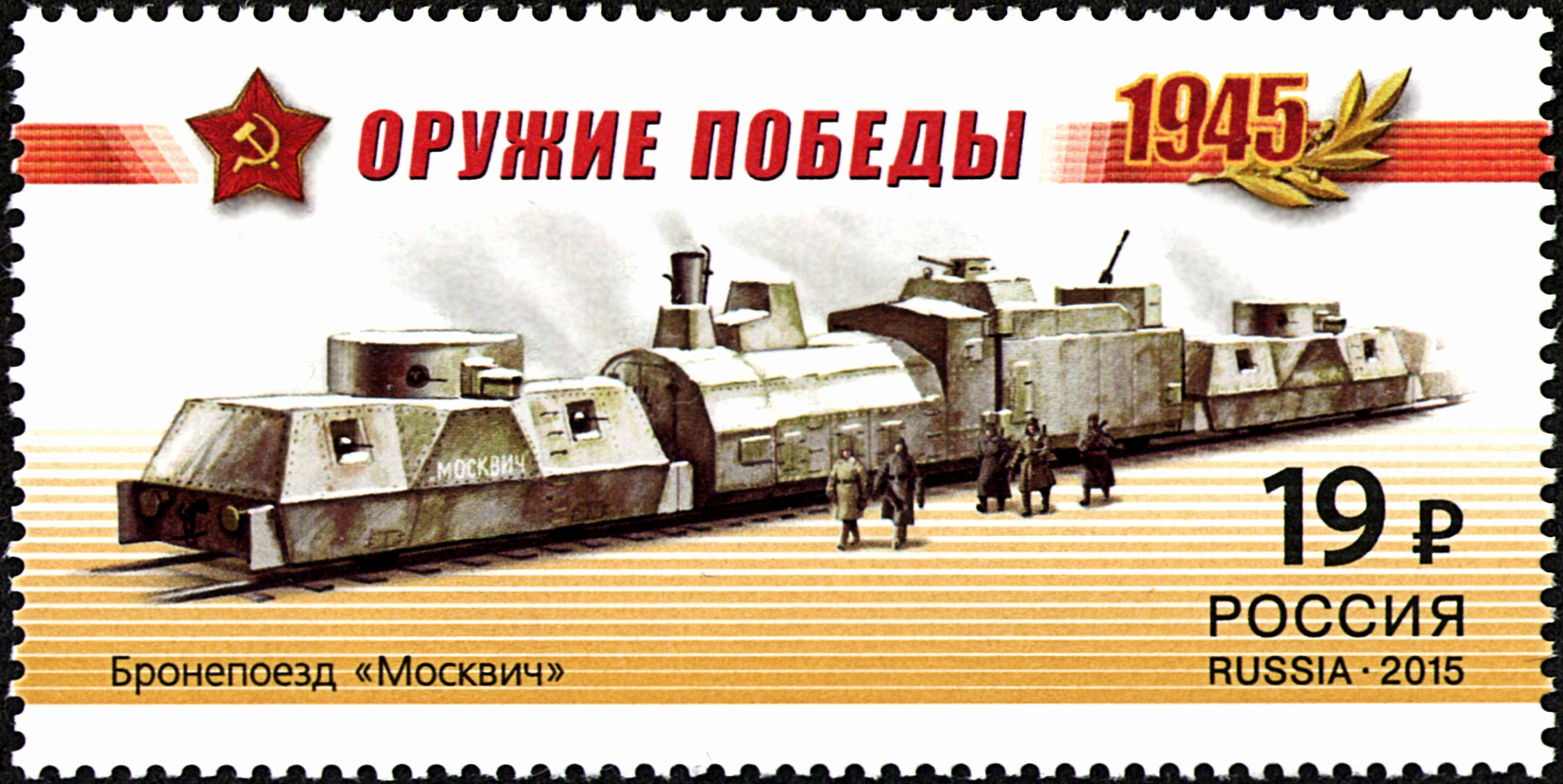
Марка с рисунком бронепоезда «Москвич» типа ОБ-3
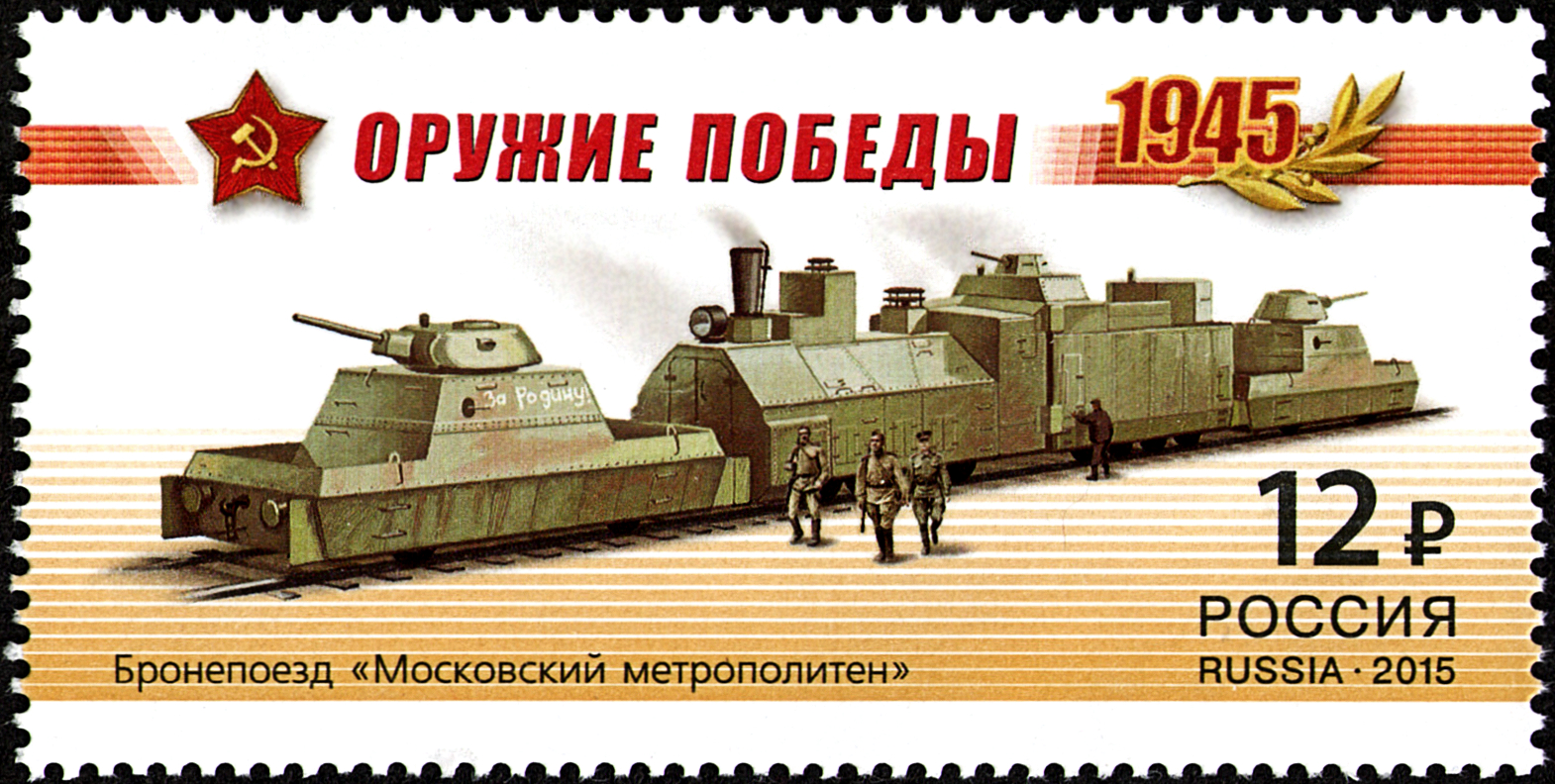
Марка с рисунком бронепоезда «Московский метрополитен» типа БП-43
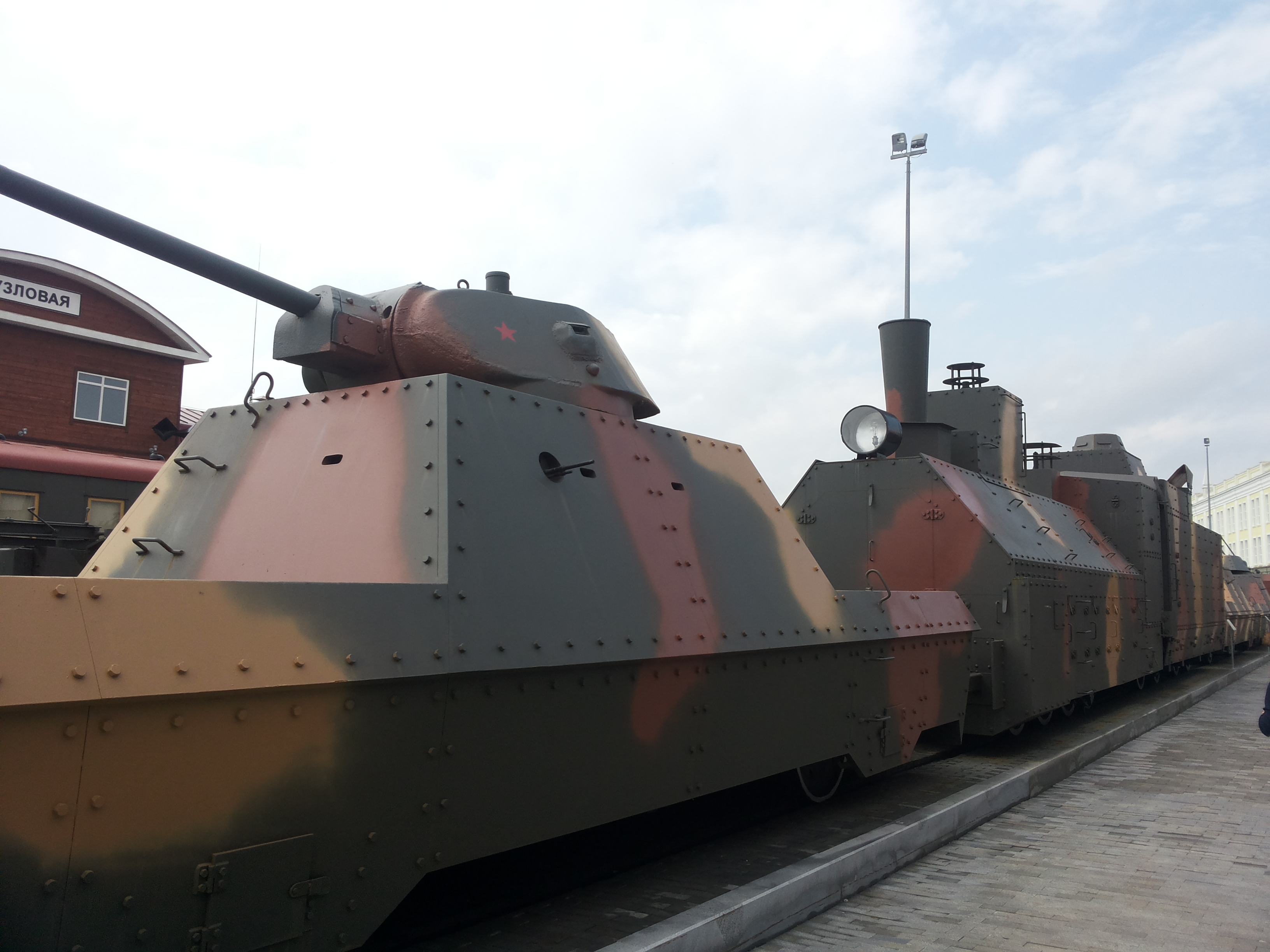
Реплика бронепоезда типа БП-43 в музее техники УГМК
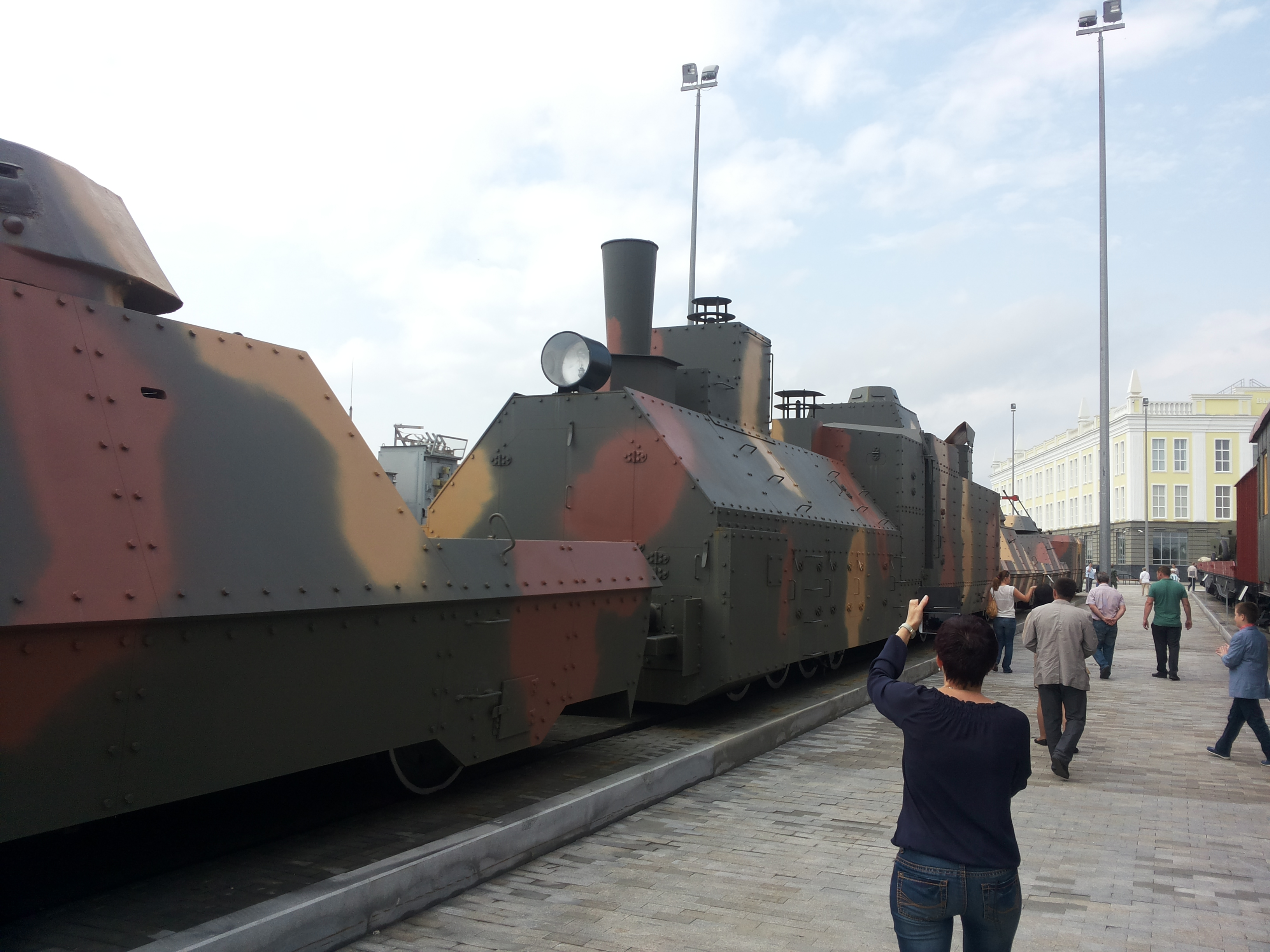
Реплика бронепоезда типа БП-43 в музее техники УГМК
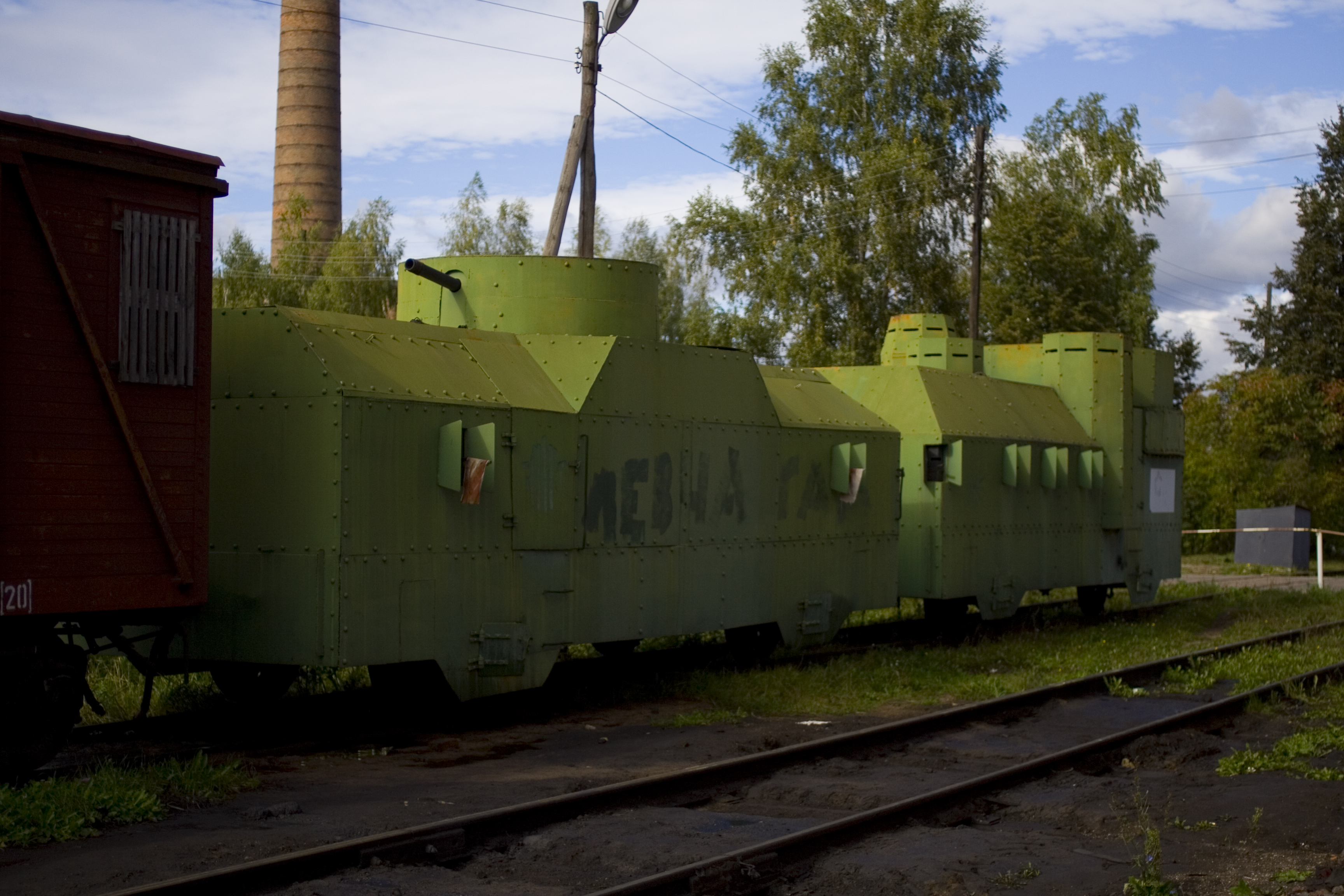
Макет бронепоезда в Рославле
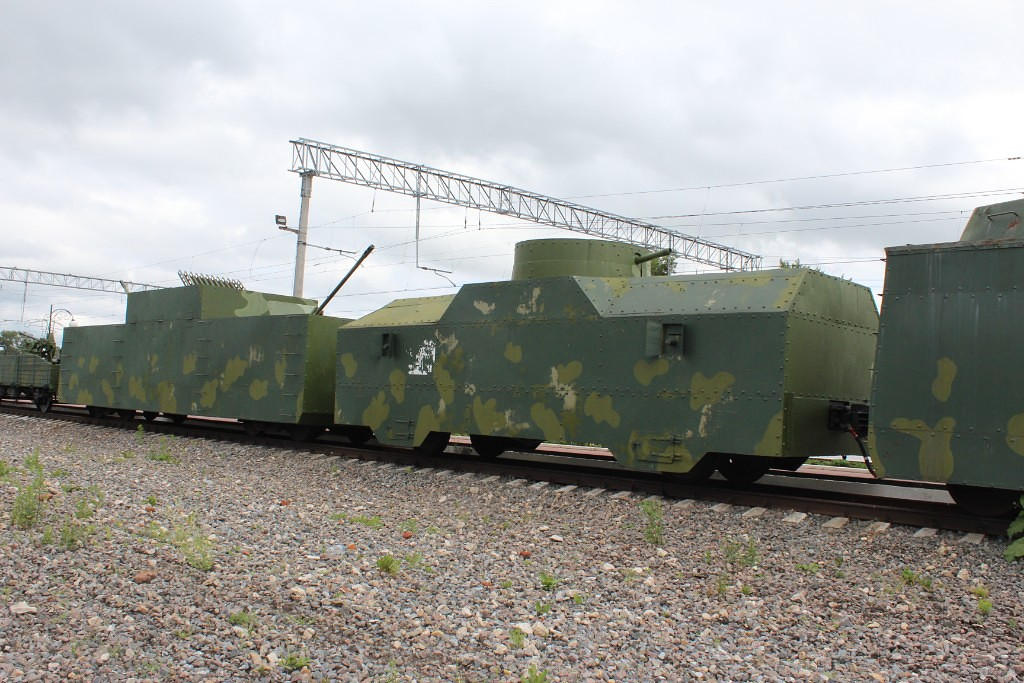
Макет бронепоезда на станции Чернь

### Бронепоезда Третьего рейха

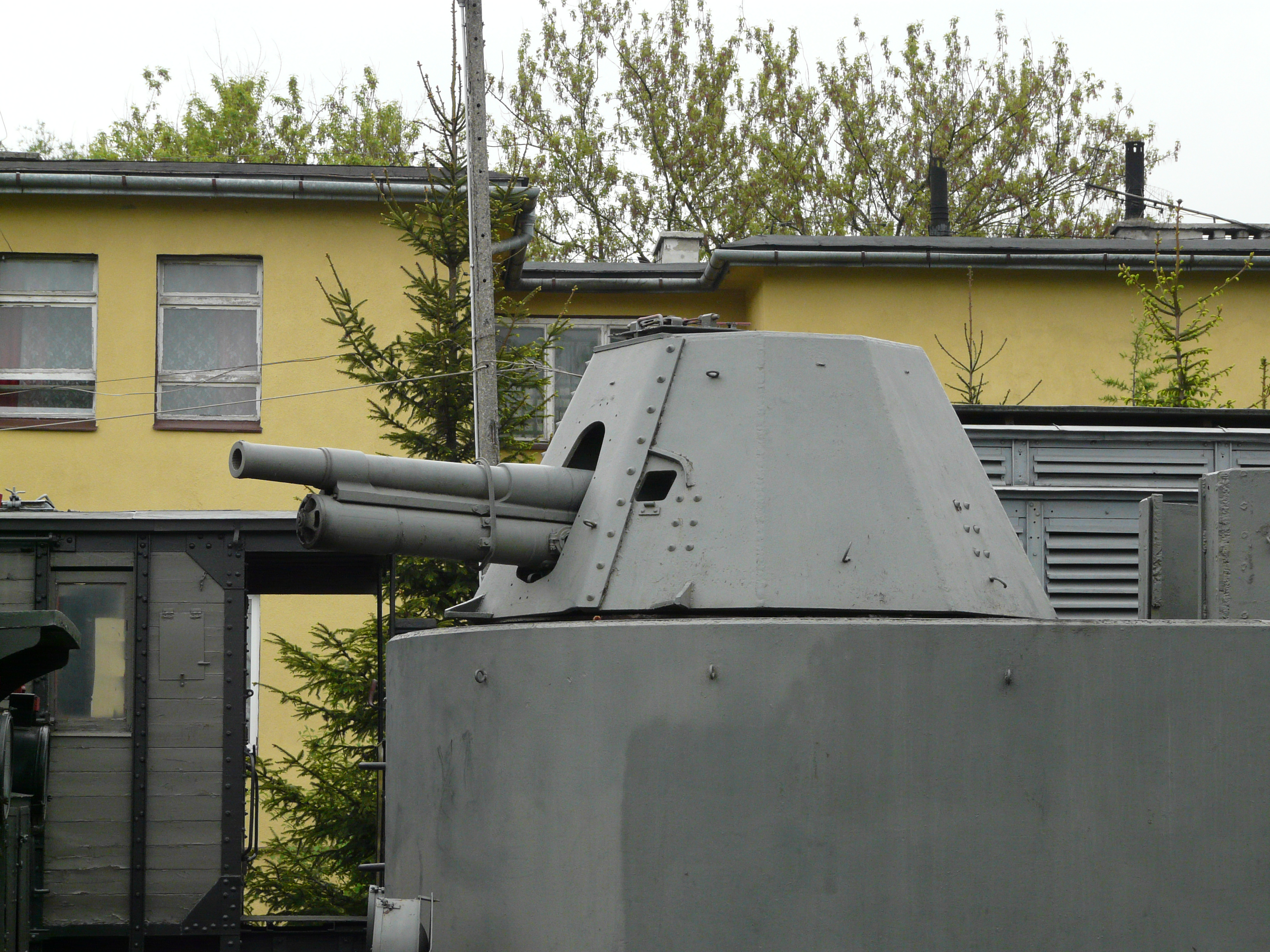
76-мм дивизионная пушка образца 1902 года в башне немецкого бронепоезда

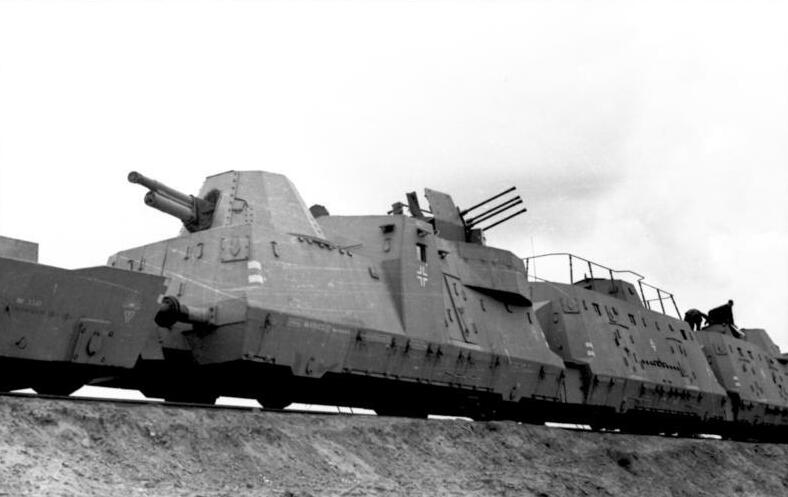
Бронепоезд вермахта в СССР.

#### С 1941 по 1943 год
Разработка плана вторжения в СССР поставила перед немецкими железнодорожниками проблему, с которой им не приходилось сталкиваться ранее — ширина колеи стран Европы составляла 1435 мм, в СССР — 1524 мм, из-за чего использование бронепоездов на территории СССР не представлялось возможным без инженерных изменений. 28 мая 1941 года командованием сухопутных войск Германии был подписан приказ о создании новых бронепоездов (№ 26-31) с расчётом на более широкую колею. Но так же, как перед Польской кампанией, вермахт запоздал с принятием решения, и поэтому создать настоящие бронепоезда немцы не успевали (вагоны и платформы были обшиты обычной сталью). В спешке разработчики решили включить в состав бронепоездов платформы с трофейными французскими танками Сомуа S-35 (в бронепоезда № 30 и № 31 по одной платформе, № 26, 27 и 29 по две, а № 28 получил три). На платформы были приварены листы из лёгкой брони, которые прикрывали лишь ходовую часть танков. Кроме этих импровизированных платформ какой-либо другой артиллерии бронепоезда не имели. Локомотивы, которым предстояло вести бронепоезда, в основном были паровозами серии 57(G10), кроме одного тепловоза WR-550D, который тянул бронепоезд № 28. Все локомотивы (также имелись резервные тепловозы WR-550D) были переделаны для использования на ширину колеи СССР, при этом бронировалась только кабина. К началу вторжения в СССР все бронепоезда были распределены и приписаны к определённым частям и направлениям наступления.
Учитывая, что бронепоезда создавались в спешке, их использование было не особенно продуктивным. Численность экипажа бронепоезда обычно соответствовала роте. Набор производился на добровольной основе из представителей разных родов войск (железнодорожники, инженеры, разведчики, санитары, сапёры, пехота, артиллерия и т. д.). Также имелся технический состав, который предоставлялся рейхсминистерством транспорта: в него входили железнодорожный инспектор (заместитель командира по технической части), 2 машиниста, 3 кочегара, 2 путейца, 2 техника (по локомотивному хозяйству и вагонник). Полностью укомплектованный оборудованием и экипажем бронепоезд переходил в подчинение сухопутных войск. К началу вторжения в СССР личный состав бронепоездов составлял около 2000 человек. Однако особой заинтересованности в использовании бронепоездов командование не проявляло, а управление германских железных дорог вообще старалось вооружением не заниматься. Таким образом, боевое применение бронепоездов давало слабый эффект, а их существование как боевых единиц было подвешено в воздухе.
В августе 1941 года приказом командования сухопутных сил бронепоезда были включены в состав механизированных частей (к ним относились танки и мотопехота). Приказ также предусматривал создание специального отдела, который отвечал за боевое применение и эксплуатацию бронепоездов (отдел успешно функционировал до конца марта 1945 года). Руководство отделом было доверено подполковнику (позже полковнику) Эгону фон Ольшевски. Именно благодаря энергии и таланту этого человека бронепоезда начали свою модернизацию. Непосредственный эффект от использования появился в 1942 году. Своей эволюцией немцы также обязаны богатому опыту русских в вопросе применения бронепоездов. На модернизацию поездов сильно повлияло появление трофейной русской техники (в том числе, большого количества бронепоездов). В состав германских бронепоездов были включены советские бронепаровозы и броневагоны (вооружённые 1 и 2 орудиями калибра 76,2 мм). Для модернизации были использованы трофейные орудийные башни советских танков и бронеавтомобилей. В артиллерийский арсенал немцы также включили пушки 45-мм калибра и миномёты. Бронепоезда получали собственные имена: «Блюхер», «Берлин», «Макс», «Штеттин» и т. д. Но при наличии уже настоящих бронепоездов в строю всё ещё оставались экземпляры, защита которых состояла из мешков с песком и брёвен. В результате было принято решение разделить имеющиеся единицы на фронтовые поезда и вновь сформированные «поезда защиты линий», которые использовались для обеспечения безопасности в тылу и уничтожения партизан.
С середины 1942 года немецкие фронтовые бронепоезда переродились в настоящие боевые единицы. В основном это произошло благодаря модернизированным советским трофейным составам, но стали появляться также немецкие варианты бронированных платформ («Kommandowagen», «Panzerlok BR57», «Geschuetzwagen» и т. д.). Но в то же время в 1942−1943 годах в строй вошло только две новые единицы. С 1942 года бронепоезда, окончательно переведённые на широкую колею, сменили места дислокации (депо приписки) из Польши и Восточной Германии на оккупированные территории Советского Союза. В среднем, на боевом дежурстве находилось до десяти бронепоездов (в подчинении группы армий «Север» и «Юг» по 3−4 в группе армий «Центр»). Однако нет подробной информации об их боевом применении. Из-за постоянной смены места дислокации также не удаётся подтвердить их участие в определённых операциях. Одно известно точно: чем активнее разворачивалась деятельность партизан, тем больше бронепоездов появлялось в данной области. Уничтожение партизан и патрулирование железных дорог стала едва ли не основной задачей бронепоездов. Важность бронепоездов командование сухопутных войск осознало в конце 1941 года, но эффект от этого появился только на следующий год. В апреле 1942 года, по распоряжению командования, отделом вышеупомянутого полковника фон Ольшевски был организован департамент, отвечавший за все вопросы, связанные со строительством, ремонтом, комплектацией и эксплуатацией бронепоездов, который расположился близ Варшавы. Налаженная в 1942 г. концепция использования поездов была настолько отлично продумана, что практически не менялась до самого конца войны.
Вышеупомянутый департамент с 1942 года начал производство и разработку. Появился новый артиллерийский вагон, на крыше которого установили десятигранную вращающуюся башню, позволявшую вести огонь в любом направлении. В состав бронепоезда входило до двух таких платформ (обычно до и после локомотива), а вооружение состояло из 100-мм гаубицы le.F.H.14/19(p). Потом появился новый командирский и пехотный вагон. Также была разработана новая артиллерийская платформа вооружённая одной 76,2-мм пушкой F.K.295(r) или одной счетверённой 20-мм зенитной установкой. К 1943 году модернизированные бронепоезда одновременно насчитывали до четырёх 76,2-мм или 75-мм или 100-мм орудия. Толщина брони составляла 15 — 33 мм и прикрывала всю боковую и ходовую части вагонов и паровоза. Кроме того, для паровоза разработана новая схема бронирования, которая предполагала минимальное количество выступов и углов, а крепилась на определённом расстоянии от самого локомотива. В дальнейшем бронепоезда нового образца, номер серии BP-42 и ВР-44 (или ВР042 и ВР044), действовали не только против пехоты, но и против танков. На образцах серии ВР-44, рассчитанных на борьбу с танками, установлено по две дополнительной 75-мм пушки от танков Pz.IV (в голове и хвосте бронепоезда). В то же время, не забыты старые менее бронированные поезда: для них была разработана новая платформа для крепления танка, которая позволяла быстро сгрузить технику (чаще всего, чешские танки Pz.38(t)) и применять её вместе с пехотой или для разведки. Были созданы также платформы с бронеавтомобилями (по два Панар 38(f)(Pz.Spah.204(f)) на один бронепоезд), которые повысили боевой потенциал бронепоездов, так как установка железнодорожных колёсных пар на бронеавтомобиль занимала не более десяти минут.

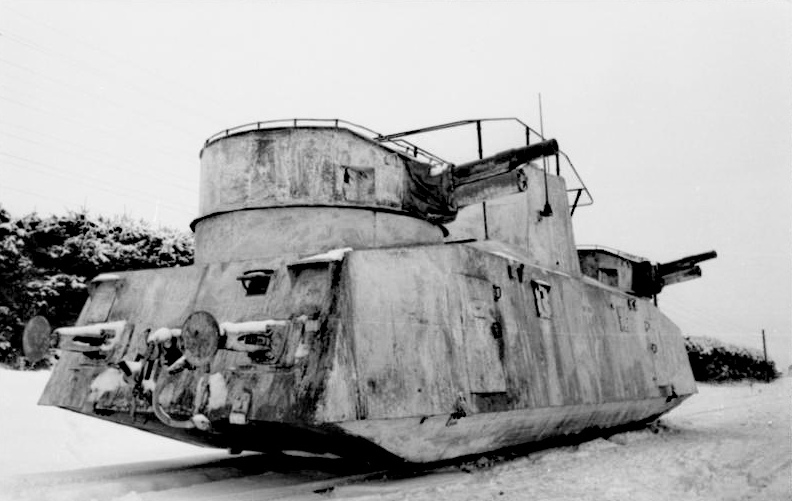
Советский мотоброневагон модели Д-2, захваченный, отремонтированный, модернизированный и используемый немцами. Январь 1944 года

Хотя в 1943 г. для локальных военных операций (в основном против партизан), немцы разработали новую концепцию — бронированные и вооружённые самоходные дрезины. Дрезины спообны действовать как самостоятельно, так и в составе бронепоездов. В германской армии для лёгких и тяжёлых бронедрезин введены термины «le.Sp» и «s.Sp» (лёгкий и тяжёлый разведывательный вагон «Spähwagen»). Дрезины оснащались двигателем воздушного охлаждения Штейр мощностью 76 л. с., который обеспечивал максимальную скорость 70 км/ч. Вооружены они были четырьмя пулемётами, а экипаж состоял из шести человек. Некоторое количество тяжёлых бронедрезин «s.Sp» бронедрезин были вооружены 75-мм пушкой от танка Pz.IV Ausf.F (при этом на платформу монтировалась вращающаяся башня). Защита дрезины состояла из брони 14,5 мм, а масса достигала восьми тонн. Лёгкий (тыловой или разведывательный) бронепоезд мог состоять из десяти подобных дрезин. Их использование было широким на оккупированной территории СССР и Балканского полуострова.

#### С 1943 по 1945 год
С конца 1942 по конец 1944 года стандартный фронтовой тяжёлый бронепоезд (штатный состав) выглядел следующим образом: один командирский вагон (штаб, радисты, санитары), один пехотный вагон (два пулемёта), два усиленных пехотных вагона (до шести пулемётов и два 80-мм миномёта), один сапёрный вагон (до трёх пулемётов и огнемёт), один тактический артиллерийский вагон (два пулемёта), четыре пушечных вагона (по одной башне от танков Pz. III Ausf.N или Pz. IV, также использовались 80-мм и 120-мм миномёты), два зенитных вагона (по одной 20-мм счетверённых установки, плюс одна спаренная 37-мм зенитная пушка). В конце состава присоединяли бронедрезины и платформы с танками (Pz. 38(t) и бронеавтомобилями Панар 38(f)). Средняя толщина брони состава 20 мм. Экипаж бронепоезда (технический и командирский состав) состоял из 21 человека, плюс 30−35 пехотинцев. Автономность тяжёлого бронепоезда до 700 км.
К концу 1944 года все имевшиеся трофейные советские бронепоезда имели хотя бы одну артиллерийскую платформу с советскими 76,2-мм или польскими 75 и 100-мм орудиями (иногда устанавливались гаубицы 10,5 см модели 18М), а также один броневагон типа ВР-42. Новые технические данные бронепоездов позволяли их использование в операциях любого масштаба — от крупных до локальных.
С 1943 по 1944 год в распоряжении вермахта имелось около 70 бронепоездов разной комплектации, основная часть находилась на восточном фронте (около 30 тяжёлых и 10 разведывательных бронепоездов), оставшиеся несли боевое дежурство на территории Балкан, Франции, Италии и Норвегии. С последующим отступлением германской армии с территории СССР бронепоезда стали активно использоваться в качестве средств мобильной обороны. Неоднократно они удерживали оборону, противостоя пехотным и танковым частям (февраль 1943 года, оборона линии Дебальцево — Штеровка). С появлением в апреле 1943 года генерал-инспектора бронетанковых войск произошло переподчинение бронепоездов. При том, что, с одной стороны, командование оставалось у Генерального штаба сухопутных войск, оснащение, изготовление и подготовка экипажа перешло к Панцерваффе (бронетанковым войскам). Но вышеупомянутому полковнику фон Ольшевски вновь удалось проявить свой талант и сохранить своего рода независимость, переподчинив свой департамент практически без изменений (фон Ольшевски сохранил свой пост и департамент вплоть до 31 марта 1945 года). Ему также удалось получить высокий приоритет в планах развития Панцерваффе (сразу за развитием «Тигров» и «Пантер»). Кроме того, в конце 1943 года был наконец достроен завод «Линке-Хоффман» по изготовлению бронепоездов, который создавался как основной и был расположен в пригороде Бреслау.
Однако в 1944 году вследствие ухудшения общего положения на фронтах наметился острый кризис для бронепоездов. Планы разработки и ремонта упирались в нехватку стали и прочих ресурсов. Множество бронепоездов страдали из-за успешной деятельности партизанских отрядов (некоторые из которых по численности зачастую можно было приравнивать к официальным войсковым частям). Крушение фронтов и успешное противодействие советских войск бронепоездам (учитывая опыт Красной армии в использовании бронепоездов) приводили к большим потерям и зачастую к уничтожению целых составов. Летом 1944 года из-за приближения фронта к Польше немцам пришлось перевести департамент фон Ольшевского в Миловице, (в северной Богемии). Несмотря на все сложности, удавалось поддерживать постоянную боеготовность почти 30 бронепоездов, которые с середины 1944 года действовали в составе армий. Была также разработана тактика группового использования бронепоездов, что не только увеличивало их живучесть (повреждённый состав мог быть отбуксирован исправным), но и увеличивало ударный коэффициент боевого соединения.
Однако зачастую командования групп армий использовали бронепоезда тактически неграмотно, что неоднократно приводило к их гибели. Весной 1944 года для гибкости командования были сконструированы два штабных-ремонтных бронепоезда. Командование бронепоездами было разделено на северное и южное. К ноябрю 1944 года почти все бронепоезда были сконцентрированы на Восточном фронте (северное направление) и на Балканах (южное направление). Соответственно, против войск СССР действовали тяжёлые бронепоезда, а на юге против партизан действовали разведывательные и дрезинные составы. Но дальнейшее удержание фронта путём использования бронепоездов как «пожарных команд» не представлялось более возможным. Так же, как и Вермахт, вышеупомянутый департамент не мог более возмещать потери и осуществлять ремонт. В начале февраля 1945 года из оставшихся действующих тяжёлых бронепоездов была сформирована последняя оперативная группа (под командованием полковника фон Тюркхейма), основной задачей которой было удержание Берлинского направления. В состав группы вошли 4 бронепоезда и последний новый образец, модернизированный состав «Берлин», который был вооружён башнями от танков «Пантера».
По последним документам из Миловиц несколько бронепоездов были направлены на юго-запад Венгрии. Последний приказ верховного командования, относящийся к бронепоездам, согласно которому формировался экипаж и проводились срочные ремонтные работы, датирован 5 апреля 1945 года. Известно также, что с февраля 1945 года один из тяжёлых бронепоездов использовался командованием Панцерваффе на линии реки Одер как мобильный штаб. Учитывая условия того хаоса, который царил на Восточном фронте в последние месяцы войны, судьба большинства составов теряется. Несколько бронепоездов 9 мая 1945 года застало в Австрии, их экипажи сдались в плен союзникам.

### Словацкие бронепоезда
Осенью 1944 года в союзной нацистской Германии Словакии произошло антинацистское восстание. В восстании принимали участие три бронепоезда IPV-I «Стефаник», IPV-II «Урбан», IPV-III «Масарик». Бронепоезда были произведены в Зволенских железнодорожных мастерских в сентябре-октябре 1944 года и вооружены 8-см орудиями vz.17, 37-мм танковыми орудиями (в башнях чехословацких танков LT vz.35) и тяжёлыми пулемётами 7,92 мм.

## В послевоенный период в СССР
До 1953 года бронепоезда несли службу на Западной Украине по патрулированию железнодорожных магистралей в связи с частым нападением отрядов УПА на объекты железных дорог.
Однако бурное развитие танковых войск и военной авиации, произошедшее во время Второй мировой войны, резко снизило значение бронепоездов. Постановлением Совета Министров СССР от 4 февраля 1958 года дальнейшая разработка железнодорожных артиллерийских систем была прекращена. 
К концу 50-х годов на вооружении СССР не осталось ни одного бронепоезда.

### БП-1

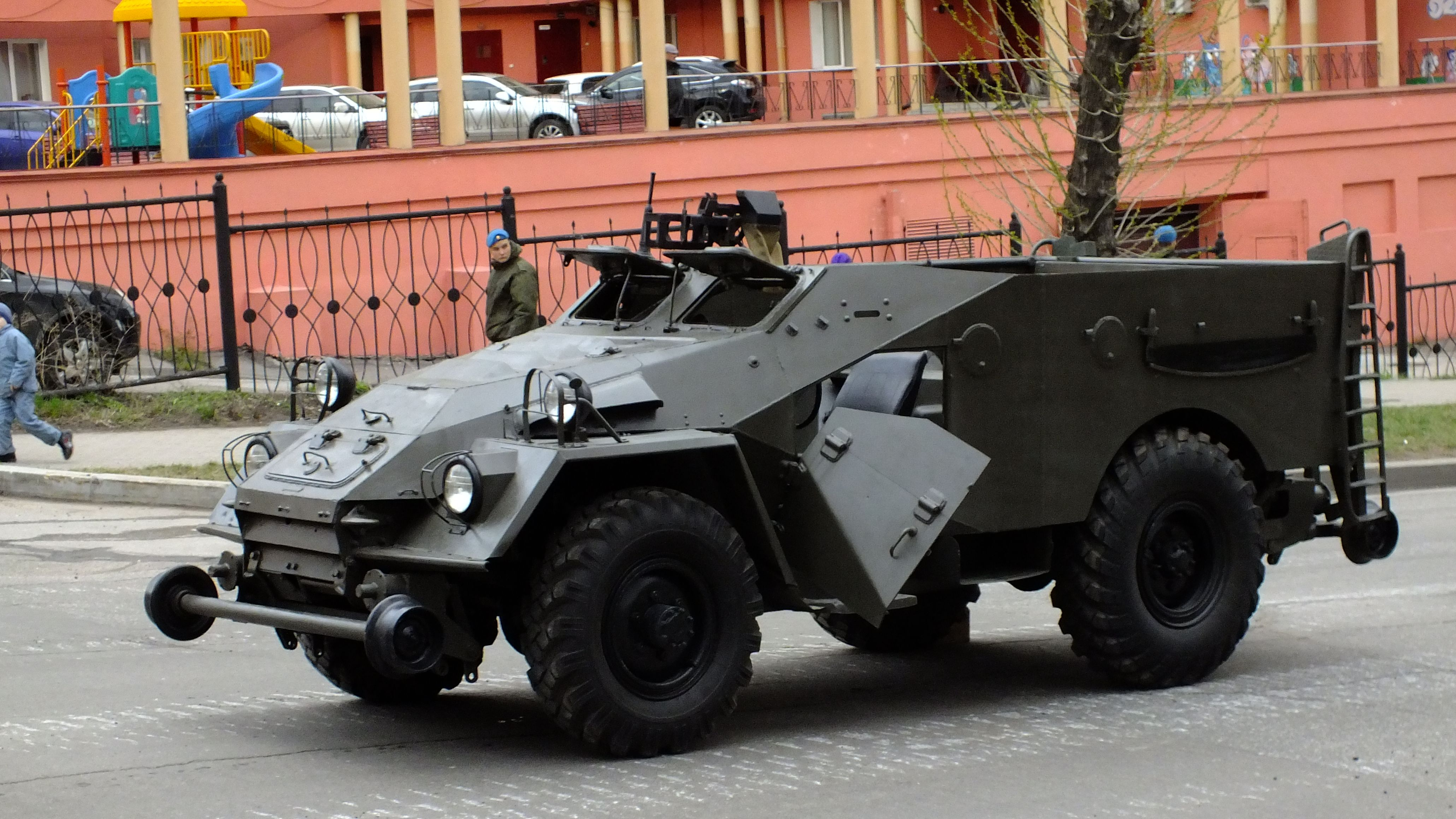
Железнодорожный БТР-40А ж.д. на параде Победы 9 мая 2015 года, Хабаровск.

В 1970-х гг. в связи с напряжёнными отношениями СССР и КНР на Харьковском заводе тяжёлого машиностроения были созданы 4 (по другим сведениям, 5) бронепоезда БП-1, которые поступили в состав войск Забайкальского и Дальневосточного военных округов и некоторое время курсировали вдоль советско-китайской границы для обороны Транссибирской магистрали. Основной боевой единицей БП-1 стали «бронелетучки» БТЛ-1 в составе пары открытых 55-тонных платформ с танками Т-62 и бронетранспортёрами БТР-40жд. Помимо танка на каждой из платформ устанавливался бронированный короб для размещения мотострелкового отделения со штатным вооружением. В составе поезда, в зависимости от выполняемой задачи, предусматривалось иметь до пяти таких бронеединиц, а также бронеплощадку и один броневагон.
После улучшения советско-китайских отношений эти бронепоезда были переведены в резерв. Там они находились до начала 1990 года.
В 1990 году было решено использовать бронепоезда в операции по подавлению акций протеста азербайджанской оппозиции в Баку. Однако 24 января 1990 года город был взят под контроль частями Советской армии и бронепоезда использовались для охраны узловых станций и сопровождения составов с войсками и грузами, а затем были возвращены обратно, в места постоянной дислокации.

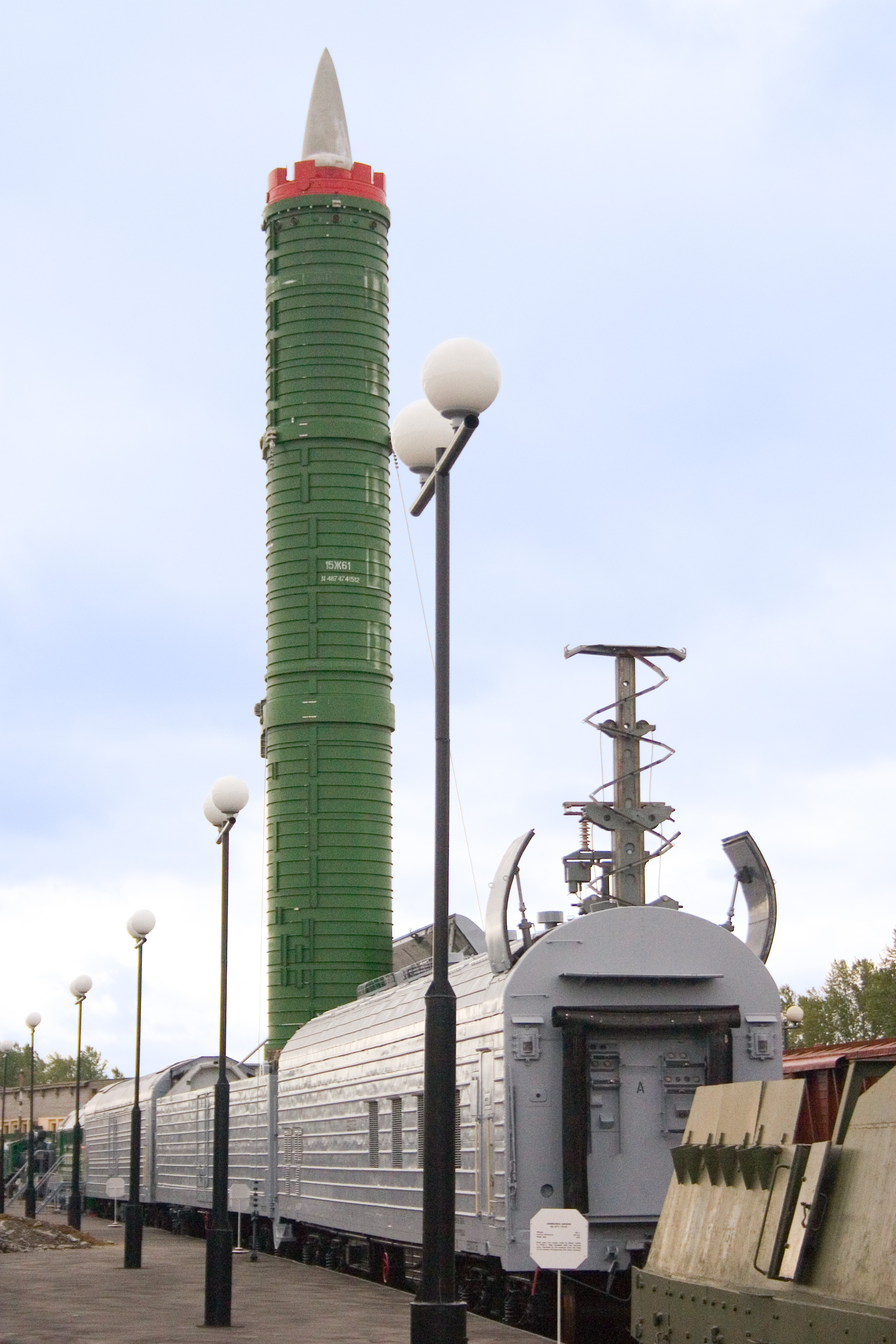
БЖРК РТ-23УТТХ, Центральный музей Октябрьской железной дороги, Варшавский вокзал (Санкт-Петербург)

Там они продолжали стоять на площадках хранения, пока не поступил приказ бронепоезда расформировать, а материальную часть передать внутренним войскам. После этого бронепоезд БП-1 в полном составе прибыл по назначению в зону конфликта в Нагорном Карабахе для охраны железнодорожного полотна и сопровождения народнохозяйственных грузов по железной дороге. После выполнения боевой задачи бронепоезд вернулся на свою базу.

### БЖРК
Богатый опыт, накопленный в области постройки и применения бронепоездов, позволил СССР добавить к своей ядерной триаде также ядерные силы железнодорожного базирования — боевые железнодорожные ракетные комплексы (БЖРК), оснащённые ракетами РС-22 (по терминологии НАТО СС-24 «Скальпель»), которые встали на боевое дежурство в составе Ракетных войск стратегического назначения в 1987 году. БЖРК к броневым поездам не относились, но полушутливо назывались «бронепоездами».
К их преимуществам относятся возможность ухода от удара за счёт использовании развитой сети железных дорог, и крайняя трудность отслеживания со спутников. Одним из основных требований Соединённых Штатов в 1980-е годы стало полное расформирование БЖРК в рамках общего сокращения ядерных вооружений. Сами Соединённые Штаты аналогов БЖРК не имеют.
В конце 2014 года было заявлено о планах производства БЖРК нового поколения под названием «Баргузин». Постановка на вооружение планировалось к 2020 году, числом в пять полков (30 ракет). По всей видимости история БЖРК получит дальнейшее развитие, казалось закончившееся с уничтожением БЖРК предыдущего поколения под названием «Молодец».

## В Российской Федерации
Во время Первой чеченской войны (с 1994 г.) силами подразделений железнодорожных войск (ЖДВ) РФ стали оборудовать импровизированные бронепоезда, служившие для прикрытия ремонтно-восстановительных бригад на линии Назрань — Грозный. По документам такие поезда именовались «спецпоездами», им присваивались тактические номера СП-1 и т. д. 
Первый такой специальный поезд в декабре 1994 года привёл в Моздок генерал ЖДВ Н. Кошман. Он состоял из нескольких платформ, загруженных ремкомплектом для восстановления железнодорожных путей и мостовых переправ, а также двух БМП на платформах для обороны. Кроме того, эти две платформы имели укрытия из мешков с песком и шпал, с огневыми точками для пулемётов и автоматических гранатомётов.

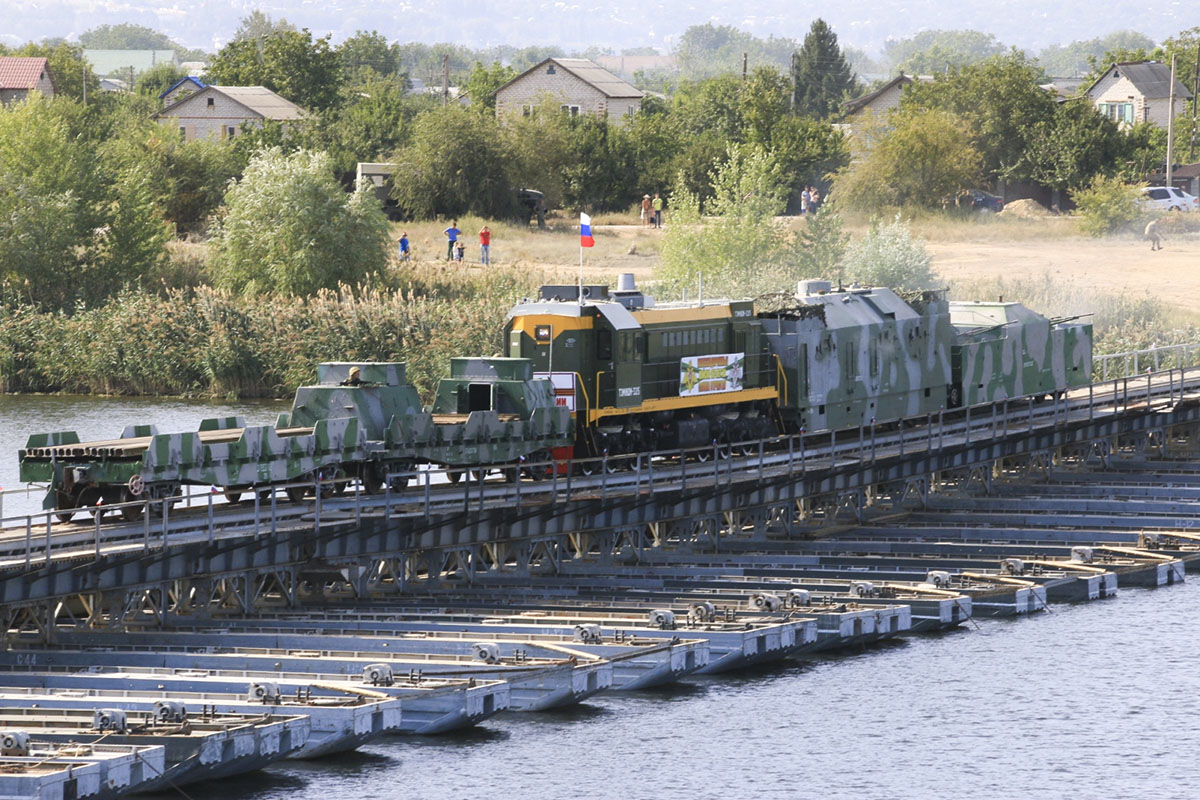
«Амур» на учениях в 2018

Во время Второй чеченской войны (с 2000) такие спецпоезда были применены вновь и использовались, в том числе, для прикрытия движения железнодорожных составов (как пассажирских, так и с боевой техникой и личным составом). Если в начале контртеррористической операции их было только два, то к 2004 году их количество увеличилось до пяти. Они имели не только тактические номера СП-1, СП-2, СП-3 и т. д., но и имена — «Дон», «Амур», «Терек», «Байкал», «Казбек». Им поручали инженерную разведку железнодорожных маршрутов, разминирование устанавливаемых фугасов и других минно-взрывных устройств, боевое охранение и сопровождение воинских эшелонов. 
Сотрудники ОМОНа «Ястреб» Волго-Вятского ГУВД на транспорте сами построили спецпоезд «Козьма Минин»; сами собрав его из того, что нашлось на близлежащих станциях — нескольких платформ и старых вагонов. 

В январе 2009 года спецпоезда «Амур», «Терек», «Байкал» были выведены из Чеченской Республики, и законсервированы на Северной базе ГСМ в Георгиевске Ставропольского края.
.
По состоянию на 2011 год, в России состояли на вооружении спецпоезда «Байкал» и «Амур»; бронепоезд внутренних войск МВД «Козьма Минин» в 2013 году намеревалось дооборудовать для службы на Северном Кавказе.
Их планировалось снять с вооружения к 2015 году, но 6 августа 2015 министр обороны С. Шойгу решил отменить распоряжение своего предшественника А. Сердюкова о ликвидации находящихся на вооружении армии четырёх специальных бронированных поездов — «Байкал», «Терек», «Амур» и «Дон». В том же году «Амур» и «Байкал» были использованы на учениях в Волгоградской области.
Бронепоезда использовались Вооружёнными силами РФ в ходе вторжения на Украину в 2022 году, в задачи входило инженерная разведка ж/д маршрутов, разминирование и восстановление железнодорожных путей и мостовых переправ.

## Художественная литература
- «Бронепоезд 14-69» — название повести (1922) и пьесы (1927) Всеволода Ива́нова
- «Бронепоезд Гандзя» — название книги «Бронепоезд Гандзя» (повесть, 1939), автор Григорьев Николай Фёдорович.
- «Бронепоезд „Князь Мстислав Удалой“» — название пьесы (1932), автор Прут Иосиф Леонидович.